# Wollhaarmammut
Das Wollhaarmammut, auch Woll- oder Fellmammut (Mammuthus primigenius), ist eine ausgestorbene Art aus der Familie der Elefanten. Diese Art der Mammute entwickelte sich im Übergang vom Alt- zum Mittelpleistozän vor etwa 800.000 bis 600.000 Jahren in Sibirien und bewohnte die kaltzeitlichen Steppen im nördlichen Eurasien und Nordamerika. Es stellt das Endglied der plio- und pleistozänen Entwicklung der Mammute dar. Am Ende des Pleistozäns starb das Wollhaarmammut in weiten Teilen seines Verbreitungsgebietes aus, überlebte aber regional in einigen Restpopulationen bis ins mittlere Holozän (vor rund 3700 Jahren).

## Verbreitung und Lebensraum

### Verbreitungsgebiet

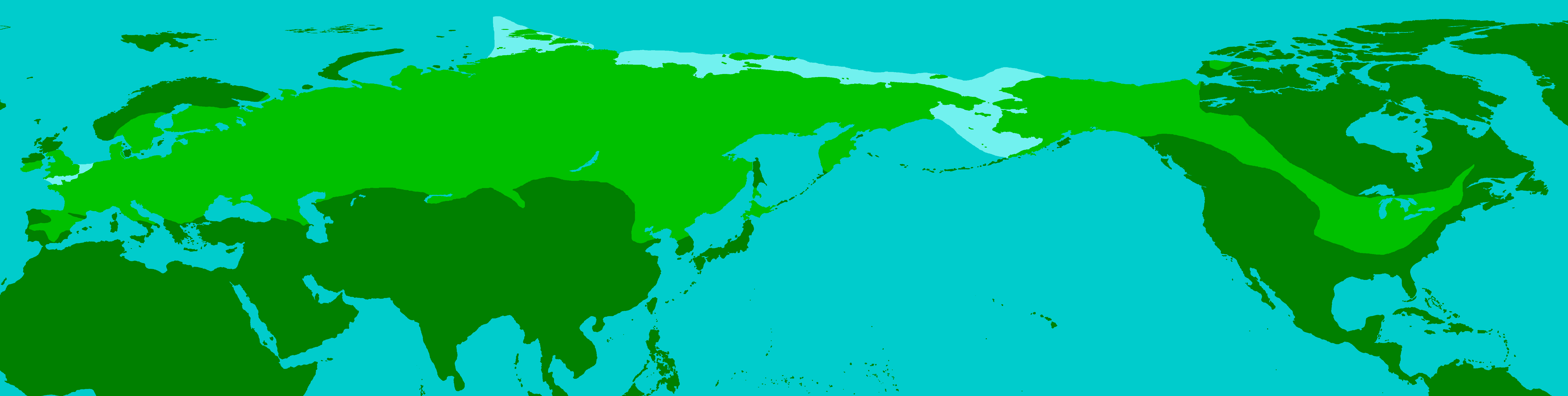
Maximale Verbreitung des Wollhaarmammuts während der Weichsel-Kaltzeit

Das Wollhaarmammut war ein an die Kälte angepasstes Tier und bevorzugte boreales bis subarktisches Klima. Es entstand vor rund 800.000 bis 600.000 Jahren im Innern Sibiriens und breitete sich im späten Mittelpleistozän vor rund 300.000 bis 250.000 Jahren in Eurasien aus. In Mitteleuropa ist es in der Saale-Kaltzeit (vor 300.000 bis 126.000 Jahren) nachgewiesen, unter anderem aus dem Geiseltal (Sachsen-Anhalt). Am Ende dieser Vereisungsperiode zog sich die Tierart aber recht schnell wieder in seine Ursprungsgebiete zurück.
Im Ausgang der Eem-Warmzeit (vor 126.000 bis 115.000 Jahren) begann das Wollhaarmammut eine erneute Expansionsphase Richtung Süden, Südwesten und Südosten, aber auch in den Norden. Dass diese zweite Ausbreitungswelle sehr zügig vonstattengegangen sein muss, zeigen Funde aus Averley (Essex, England), wo es bereits in späten warmzeitlichen Sedimenten nachgewiesen ist. In der darauf folgenden letzten Kaltzeit (vor 115.000 bis etwa 12.000 Jahren) erreichte das Verbreitungsgebiet des Wollhaarmammuts seine maximale Ausdehnung. So trat die Tierart im westlichen Eurasien flächendeckend von West- über Mittel- bis Ost- und den südlichen Teil Nordeuropas auf; Ausnahmen blieben die eisbedeckten Gebiete wie der nördliche Teil von Fennoskandinavien. Darüber hinaus drang es auch nach Südeuropa vor, wo es auf der Iberischen Halbinsel in Granada (Spanien) bei 37° nördlicher Breite seinen südlichsten Punkt in Europa erreichte. Weiterhin ist es aber auch bis auf die Apennin-, die Balkanhalbinsel und bis zum Schwarzen Meer vorgestoßen.
In Westasien erreichte das Wollhaarmammut die südliche Kaukasusregion, während es in Zentralasien unter Umgehung der Wüstenregionen der Kysylkum auch in Kasachstan auftrat. Weiter im Osten besiedelte es auch den nördlichen Teil der Mongolei. In Ostasien drang es in den Nordosten Chinas vor, wo seine südlichsten Fundstellen am Huang He etwa bei 35° bis 36° nördlicher Breite liegen, was gleichzeitig die weltweit südlichste Verbreitungsgrenze dieser Rüsseltierart darstellt. Im äußersten Osten Asiens sind Funde vom nördlichen Teil der koreanischen Halbinsel, von Kamtschatka, Sachalin (beides Russland) und von Hokkaidō (Japan) bekannt.
Weiterhin erfolgte eine Nordexpansion, in deren Zuge Jakutien und der hohe Norden und Nordosten Asiens besiedelt wurde, wie etwa die Taimyr-Halbinsel und die Wrangelinsel. Die Taimyr-Halbinsel stellt dabei die nördlichste Verbreitungsgrenze des Wollhaarmammuts dar, welche ungefähr beim 76. Breitengrad liegt. Die Tschuktschen-Halbinsel muss das Wollhaarmammut bereits vor rund 100.000 Jahren erreicht haben. Diese weite nordosteurasische Ausdehnung ermöglichte es den Tieren, über die trockengefallene Beringstraße nach Nordamerika einzuwandern.
In Nordamerika war das Wollhaarmammut vor allem in Alaska und im nördlichen Kanada verbreitet, während es im Osten die Großen Seen erreichte. Von dort aus drang es in die Präriegebiete und die Großen Ebenen vor. Hier befinden sich auch die südlichsten amerikanischen Verbreitungsgrenzen, die etwa bei 36° bis 38° nördlicher Breite liegen. In den westlichen Teil Nordamerikas konnte das Rüsseltier nicht vordringen, weil die Rocky Mountains damals eisbedeckt waren. Ursprünglich aus Mexiko berichtete Reste des Wollhaarmammuts stellen offensichtlich Verwechslungen mit dem Präriemammut (Mammuthus columbi) dar.
Während der Weichsel-Kaltzeit umspannte das gesamte vom Wollhaarmammut besiedelte Gebiet eine Fläche von 33,3 Millionen Quadratkilometer, ungeachtet einzelner zeitlicher Unterschiede und eingeschlossener Gebiete, die von den Tieren nicht bewohnt werden konnten. Am Ende der letzten Vereisungsphase zog sich das Wollhaarmammut wieder aus seinen neuen Refugien zurück, starb aber alsbald sowohl in Eurasien als auch in Nordamerika weitgehend aus. Einige Restpopulationen haben allerdings noch bis weit in das Holozän verstreut überlebt. Unter diesen Populationen bestand eine isolierte auf der Wrangelinsel, eine weitere auf der Sankt-Paul-Insel (Alaska), die im südlichen Teil des Beringmeers liegt, und eine dritte auf der Taimyr-Halbinsel des eurasischen Festlandes.

### Lebensraum
Das Wollhaarmammut bevorzugte offene Landschaften und war an die Hartgras- und Strauchvegetation der kaltzeitlichen Lösssteppe und Steppentundra angepasst. Aus diesem Grund besiedelte es überwiegend Flachlandregionen und Niederungen, kam unter für ihn günstigen Klimabedingungen auch in Hochlagen und gebirgigem Gelände vor, mied aber weitgehend Wüstengebiete. Besonders häufig trat es in wasserreichen Arealen wie Flusstälern oder Seeufern auf. Aufgrund der hohen Verbreitung während der letzten Kaltzeit lebte es in seinen südlichen Verbreitungsgebieten unter Umständen auch in einem stärker bewaldeten oder parkähnlichen, aber immer noch deutlich steppenartigen Biotop. Während wärmerer Klimaphasen der letzten Vereisungsperiode bewohnte es im westlichen Russland ebenfalls ein waldsteppenartiges Habitat.
Das Wollhaarmammut war nicht nur Namensgeber, sondern auch ein wichtiger Bewohner der Mammutsteppe, die weite Teile Eurasiens und Nordamerikas während der Kaltzeiten einnahm. Diese Mammutsteppe, eine Mischform aus Steppen- und Tundrenvegetation, war charakterisiert durch eine hohe Sonneneinstrahlung und eine, hervorgerufen durch die Lage nahe an den Gletscherrändern, vorherrschende, lang andauernde Hochdrucklage. Dies resultierte in der Ausbildung einer nährstoffreichen Pflanzendecke. In diesem unter den heutigen Klimabedingungen nicht mehr existierenden Landschaftsraum gedieh der in den Kaltzeiten des späten Mittel- und des Jungpleistozäns auftretende s. g. Mammuthus-Coelodonta-Faunenkomplex, dessen Charaktertier neben dem Wollnashorn auch das Wollhaarmammut war. Andere Begleitelemente dieses Faunenkomplexes waren der Bison, das Ren, die Saiga-Antilope und der Moschusochse.
Bedingt durch den langen Zeitrahmen und das große Verbreitungsgebiet koexistierte das Wollhaarmammut gelegentlich mit anderen Mammut- und Rüsseltierarten. Vor allem zu Beginn der Saale-Kaltzeit im westlichen Eurasien trat es noch zusammen mit dem Steppenmammut (Mammuthus trogontherii) auf, welches allerdings bald darauf hier ausstarb. Da sich diese ältere Mammutform im östlichen Eurasien, vor allem in China, jedoch noch bis ins späte Jungpleistozän gehalten zu haben scheint – hier wird sie in ihrer Spätform gelegentlich, aber fälschlicherweise Mammuthus sungari genannt – kommen sowohl Wollhaar- als auch Steppenmammut immer wieder an einzelnen Fundstellen gemeinsam vor. In Nordamerika traten überwiegend an den südlichen Verbreitungsgrenzen des Wollhaarmammuts Überschneidungen zum Präriemammut auf, welches aber allgemein einen eher westlicheren und südlicheren Lebensraum hatte. Darüber hinaus gab es hier auch eine gemeinsame Habitatnutzung mit dem ebenfalls bis ins Jungpleistozän vorkommenden Amerikanischen Mastodon (Mammut americanum), das jedoch keinen Vertreter der Elefanten darstellt, sondern der wesentlich urtümlicheren Rüsseltierform der Mammutiden (Mammutidae) angehört.
Ob das Wollhaarmammut auch mit dem an wärmere Klimate angepassten Europäischen Waldelefanten (Palaeoloxodon antiquus) gemeinsam auftrat, ist unklar. In Mitteleuropa könnte dies zumindest in den Übergangsphasen zwischen Warmzeiten und Kaltzeiten der Fall gewesen sein. Die rasche Wiederbesiedlung des westlichen Eurasiens durch das Wollhaarmammut in der späten Eem-Warmzeit macht wahrscheinlich, dass die äußersten Verbreitungsgrenzen beider Rüsseltiere geographisch nicht sehr weit auseinanderlagen oder sich sogar überlappten. Ebenso ist möglich, dass das Wollhaarmammut bei seiner südlichen Ausbreitung während der folgenden Kaltzeit wiederum sehr nah an die letzten Rückzugsgebiete des Europäischen Waldelefanten in Südeuropa heranrückte.

## Funde des Wollhaarmammuts

### Fundstellen allgemein

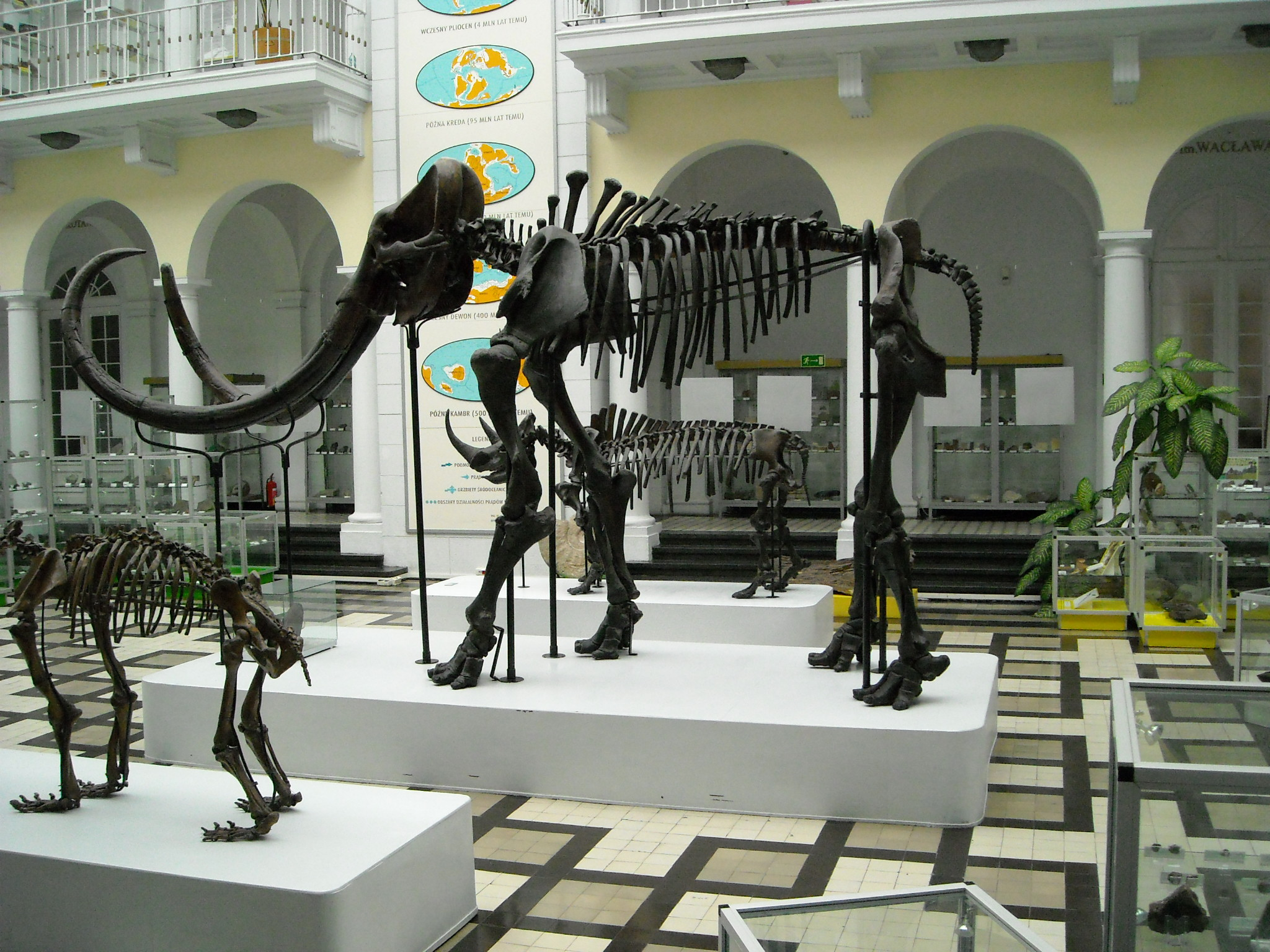
Skelettrekonstruktion eines Wollhaarmammuts im Museum für Geologie in Warschau

Fundstellen des Wollhaarmammuts liegen aufgrund des großen Verbreitungsgebietes mannigfaltig vor. Meist werden nur die widerstandsfähigsten Skelettelemente wie die Zähne gefunden, seltener sind es Skelettpartien oder gar vollständige Tiere. Dabei kommen viele Funde in Kies-, Sand- und Tongruben vor, deren Ablagerungen ehemalige Flussläufe oder Seebecken aufzeigen. Gelegentlich sind sie auch in Höhlen oder Erdfällen zu finden oder submarin am Boden der Nord- und Ostsee beziehungsweise des küstennahen Arktischen Ozeans, deren Schelfgebiete während der letzten Kaltzeit aufgrund des niedrigeren Meeresspiegels trockengefallen waren.
Ein sehr wichtiger und für die Mammutforschung hervorragender Fundplatz stellt der Mammutfriedhof in einer Flussschlinge des Bjorjoljoch in Sibirien dar, der 1970 entdeckt und auf ein Alter von rund 12.000 Jahre datiert wurde. Der gesamte 'Friedhof' enthielt mehr als 8800 Mammutknochen von insgesamt 156 Individuen. Herausragend dabei ist ein 175 cm langes Hinterbein eines Wollhaarmammuts, das noch komplett mit Haut und Haaren bedeckt war; einzelne Haare sind hier teilweise über einen Meter lang. Warum hier so viele Tiere starben, ist strittig, da aber mehr weibliche Tiere vorliegen, geht man davon aus, dass mehrere Herden oder ein großer Herdenverband bei der Überquerung des Flusses ertranken. Da vollständige Skelette fehlen, fand das Ereignis höchstwahrscheinlich an einer anderen Stelle flussaufwärts statt. Ein ähnlicher, nicht ganz so umfangreicher 'Friedhof' kam 1988 am Ufer der Sewa südlich von Moskau zu Tage, wo insgesamt 4000 Knochenfragmente von 10 bis 15 Individuen aller Altersgruppen gefunden wurden. Das Alter der Fundstelle wird auf 13.950 Jahre datiert.
Auch aus Deutschland sind zahlreiche Fundstellen von Mammutknochen bekannt, darunter sechs vollständige Skelette. Das forschungsgeschichtlich älteste ist das Mammut von Klinge, das 1903 bei Cottbus  (Brandenburg) gefunden wurde. Ein weiteres war 1909 bei Borna nahe Leipzig (Sachsen) geborgen worden und wird im dortigen Völkerkundemuseum ausgestellt. Es wurde während des Zweiten Weltkrieges zerstört. Das Skelett eines 3,2 m hohen Wollhaarmammuts kam 1910 bei Ahlen (Nordrhein-Westfalen) zum Vorschein und steht heute im Geologisch-Paläontologischen Museum der Westfälischen Wilhelms-Universität in Münster, während ein weiteres 1936 an der Autobahn Koblenz – Trier bei Polch ausgegraben wurde. Das Mammut von Pfännerhall kam 1953 bei Tagebauarbeiten im Geiseltal zum Vorschein und ist heute im Landesmuseum für Vorgeschichte in Halle (Sachsen-Anhalt) ausgestellt. Der jüngste Fund eines Wollhaarmammuts stammt aus Siegsdorf bei Traunstein (Bayern) und wurde 1975 durch zwei Schüler, darunter Bernard von Bredow, entdeckt, aber erst zehn Jahre später vollständig ausgegraben. Es steht heute als rund 3,6 m hohe Skelettrekonstruktion im Südostbayerischen Naturkunde- und Mammut-Museum Siegsdorf.
Ein gut erhaltenes Skelett eines Mammuts kam in der Schweiz 1969 in einer Kiesgrube bei Le Brassus im Bezirk Jura-Nord vaudois zum Vorschein. Es lag im Bereich einer späteiszeitlichen Moräne. Das Exemplar ist das vollständigste Skelett dieser Tierart in der Schweiz und ist im Kantonalen Geologiemuseum in Lausanne ausgestellt.

### Funde mumifizierter Wollhaarmammutkadaver

#### Die Anfänge im 18. und 19. Jahrhundert

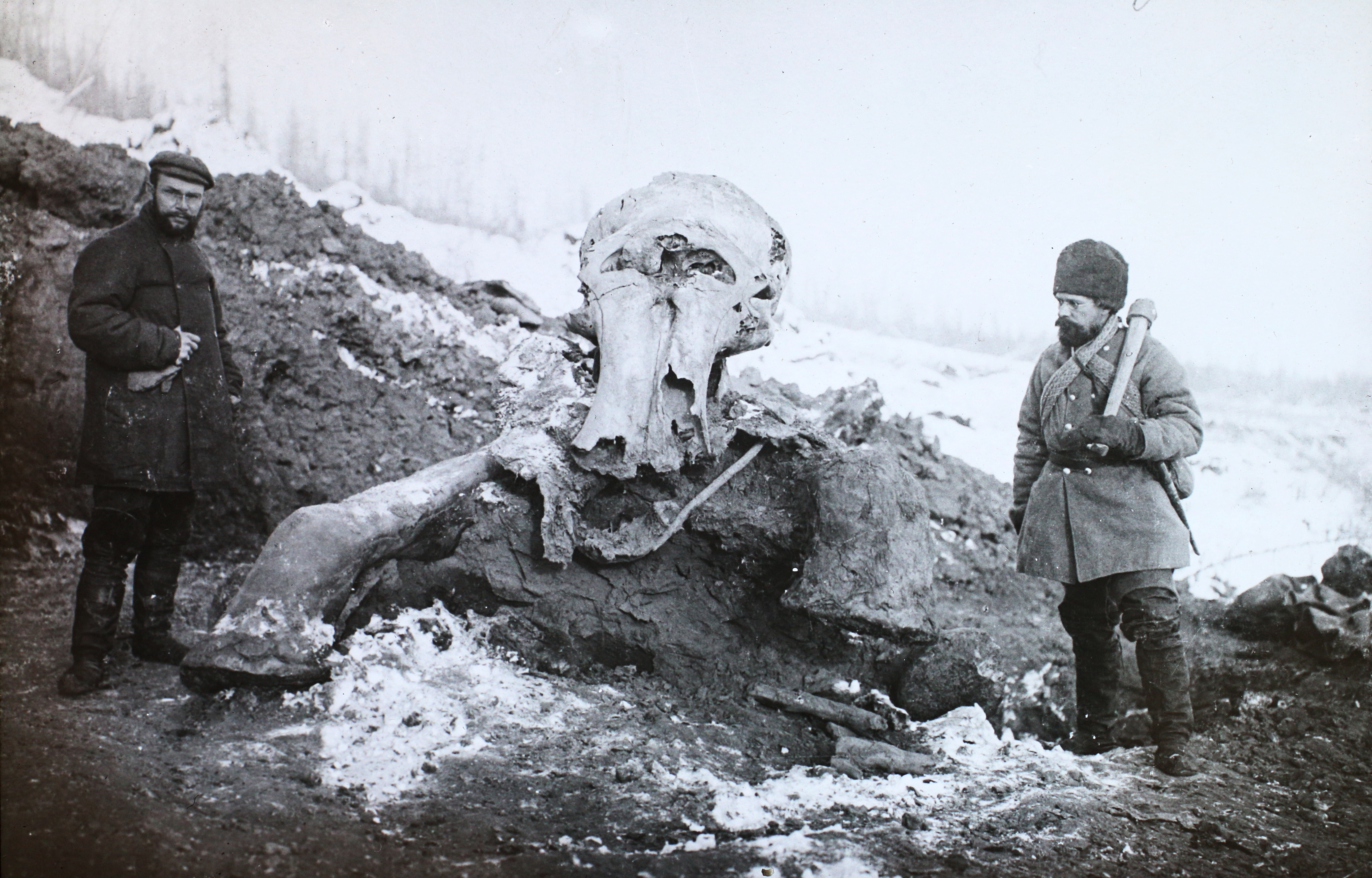
Eugen Pfitzenmayer (links) mit dem Berjosowka-Mammut am Fundort, 1901

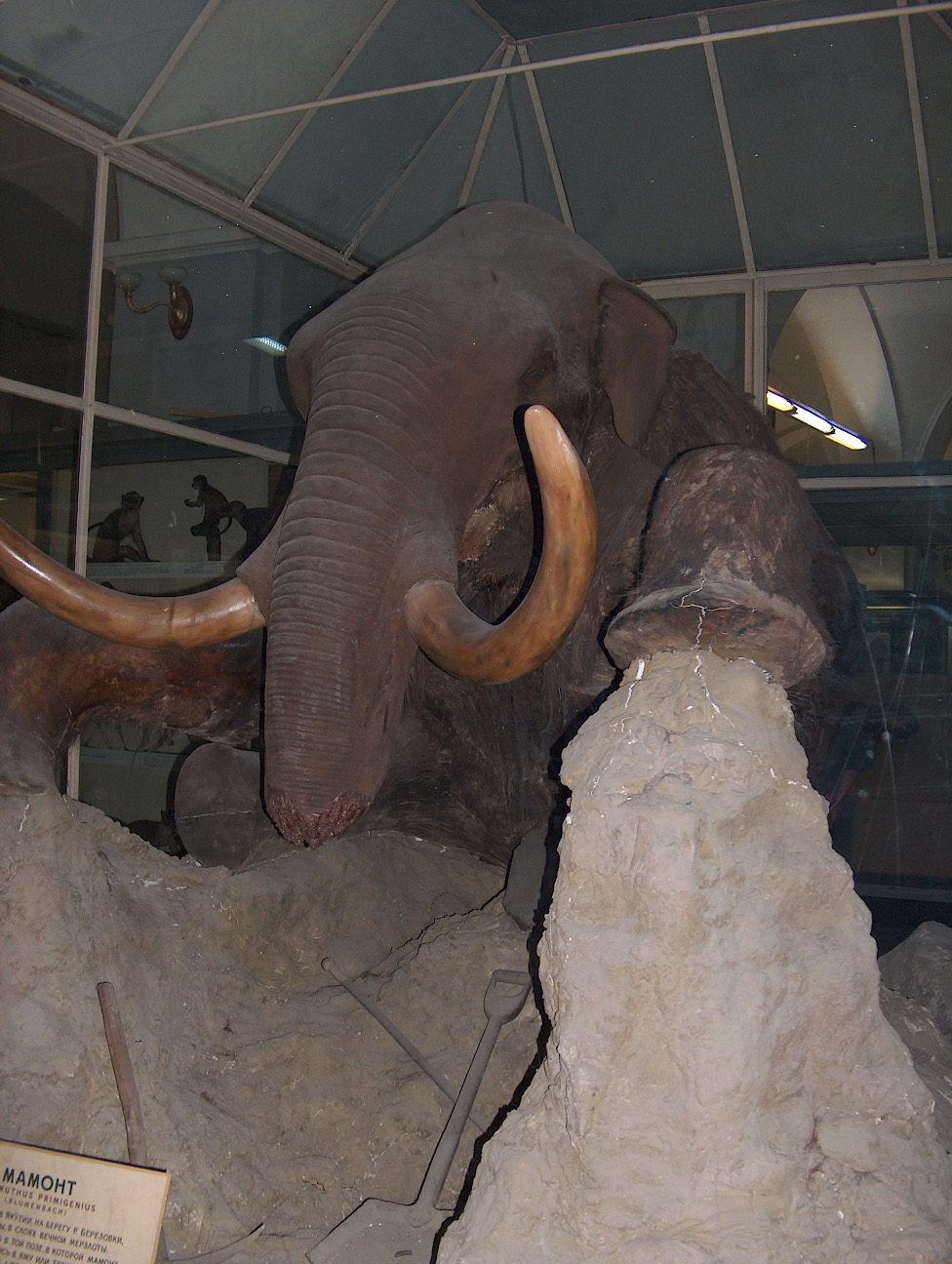
Dermoplastik des Berjosowka-Mammuts in Fundstellung, ausgestellt im Zoologischen Museum in Sankt Petersburg

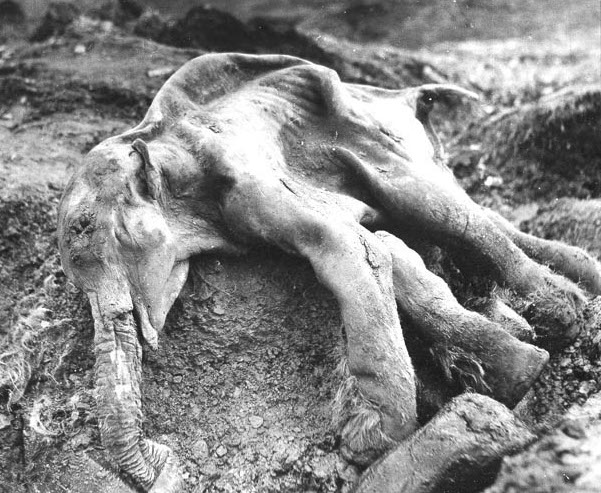
Das Mammutkalb „Dima“ am Fundort in der einstigen Mammutsteppe von Beringia

Im Eis des seit der letzten Vereisungsphase nicht oder kaum aufgetauten Permafrostbodens jenseits des 60. nördlichen Breitengrades sind sowohl im nördlichen und nordöstlichen Sibirien (hauptsächlich in Jakutien) als auch im nördlichen Nordamerika (Alaska, Kanada) konservierte Wollhaarmammute gefunden worden. Solche Funde sind besonders wichtig, um das Aussehen, die Ernährungs- und auch die Lebensweise dieser pleistozänen Rüsseltierart zu rekonstruieren.
Einer der frühesten wissenschaftlich untersuchten Kadaver wurde 1799 vom tungusischen Elfenbeinhändler Ossip Schumachow im Delta der Lena gefunden. Er war während eines Erdrutsches teilweise, aber erst im Sommer 1806 durch weitere Erosion vollständig freigelegt worden.

„In dem neuesten Bande der Mémoires de l'Académie Impériale des Sciences de Saint-Petersbourg liest man eine Abhandlung von dem Naturforscher Tilesius, der mit Krusenstern die Reise um die Welt gemacht hat, über einen höchst merkwürdigen Elephanten, der vor Kurzem ganz unversehrt, mit Haut, Haar und Fleisch unweit der Mündung des Lena Flusses aus dem Eise ist hervorgegraben worden. Hunde fraßen von seinem Fleische, Haut und Haare aber wurden portionenweise in die vornehmsten Kabinette von Europa verschickt. Die Haare waren von zweierlei Gattung: die einen braun und, zumal längs dem Rückgrate, über zwei Fuß lang, die andern, welche der Wurzel von jenen zur Einfassung dienten, gröber, wollig und von röthlicher Farbe. Dieser Umstand beweist, daß die Elephanten, deren Knochen in allen Nordländern so gemein sind, nicht, wie die heutzutägigen, der heißen Zone angehörten, sondern daß die Natur sie auf eine Art ausgestattet und verwahrt hatte, daß sie in kalten Ländern fortkommen konnten. Aus einer von Hrn. Tilesius angeführten Stelle des Hrn. Klaproth ergibt sich, daß solche noch mit Fleisch, welches das Eis vor Verwesung bewahrt hat, belegte Elephanten Cadaver eben keine besondere Seltenheit sind.“

Schumachow beraubte den Kadaver der Stoßzähne und verkaufte sie dem jakutischen Händler Roman Boltunow. Dieser reiste zum Fundort und fertigte eine Skizze des Kadavers an, der, abgesehen von Raubtierfraß an Rüssel und Ohren, vollständig war. Diese Skizze gelangte letztendlich an die Russische Akademie der Wissenschaften in Sankt Petersburg, wo sie der deutsch-russische Botaniker und Naturforscher Michael Friedrich Adams (1780–1838) einsah. Adams organisierte eine Expedition zum Fundgebiet, zu dem ihn Schumachow 1806 führte. Der Mammutkadaver war zu diesem Zeitpunkt bereits zur Hälfte Opfer von Raubtieren geworden, die linke Körperseite wies aber noch eine gute Haar- und Hautkonservierung auf. Bei der Bergung des Skelettes gingen jedoch bis auf die Kopfhaut und die Fußsohlen alle Weichteile verloren. Das Skelett wurde anschließend nach Sankt Petersburg gebracht und dort seit 1808 in der Kunstkammer aufgestellt. Es ist somit das erste montierte Wollhaarmammut-Skelett weltweit und wird nach seinem Ausgräber als Adams-Mammut bezeichnet.
Erst 1846 wurde von russischen Landvermessern an der Indigirka in Sibirien erneut ein gut erhaltener Kadaver gefunden, an dem sich noch Fellreste befanden und dessen Mageninhalt erhalten war. Der Kadaver war durch das Frühjahrshochwasser freigespült worden und steckte mit den Hinterbeinen noch im Erdreich. Bei der Bergung ging jedoch durch den sofort einsetzenden Zersetzungsprozess ein Großteil der Weichteile verloren. Im Jahre 1900 fand man das nach seinem Fundort an einem Nebenfluss der Kolyma in Nordostsibirien benannte Berjosowka-Mammut. Eine im folgenden Jahr von der Akademie der Wissenschaften ausgestattete Expedition konnte das Mammut erfolgreich bergen, welches in sitzender Haltung im Erdreich steckte. Bis auf den durch Wölfe, Bären, Rot- oder Polarfüchse angefressenen Rüssel und Teile des Kopfes war es vollständig. Es besaß neben der Zunge auch noch bis zu 15 kg Nahrungsreste im Magen. Eine Dermoplastik sowie das Skelett des Mammutbullen sind heute im Zoologischen Museum der Russischen Akademie der Wissenschaften in Sankt Petersburg zugänglich.

#### Bedeutende Funde des 20. Jahrhunderts
In den folgenden Jahren gelangen mehrere Funde von Mammutkadavern. Einer wurde zwischen 1901 und 1903 auf den Ljachow-Inseln geborgen und, kurz bevor ein kaiserlicher Erlass die Ausfuhr von Mammutknochen aus Russland verbot, nach Paris geschafft, wo er im Jardin des Plantes ausgestellt ist. Eugen Wilhelm Pfizenmayer (1869–1941), der auch schon an der Bergung und anschließenden Restaurierung des Berjosowka-Mammuts beteiligt war, fand 1908 einen weiteren, allerdings schwer beschädigten Kadaver am Sanga Jurach in Jakutien. Dieses Exemplar stellt das erste mit vollständig erhaltenem Rüssel dar. Schon ein Jahr später wurde die Entdeckung eines vollständigen Kadavers im Flusstal der Mochowaja auf der Taimyr-Halbinsel gemeldet und einige Hautfetzen geborgen. Eine 1913 dorthin gesandte Expedition unter Leitung von G. N. Kutomanow fand aber nur noch die Hälfte vor, die andere war zuvor von einheimischen Jägern als Hundenahrung verwendet worden. Der Rest dieses heute als Kutomanow-Mammut bekannten Fundes wurde geborgen und nach Sankt Petersburg gebracht.
Ein vorzüglich erhaltenes, partiell mumifiziertes Skelett, bei dem nur unwesentliche Knochen fehlten, wurde 1948 an einem linken Nebenfluss (Reka Mamonta „Fluss des Mammuts“) der Schrenk im Nordosten der Taimyr-Halbinsel entdeckt und im folgenden Jahr geborgen. Weil das Blumenbachs Erstbeschreibung zugrunde liegende Typusmaterial nicht mehr verfügbar war, wurde dieses als Taimyr-Mammut bekannt gewordene Exemplar seiner guten Überlieferungsqualität und typischen Morphologie wegen zum Neotypus von Mammuthus primigenius erklärt. Im selben Jahr entdeckte man in Alaska in der Nähe von Fairbanks eines der am besten erhaltenen jungen Wollhaarmammute. Konserviert waren nur Kopf, Vorderbein und Schulter des Tieres, aber insbesondere die Haut und die Muskeln waren sehr gut erhalten. DNS-Untersuchungen an diesem Fund haben wesentlich zur Feststellung der Evolution dieser Tierart beigetragen. Das Exemplar, bekannt unter dem Namen Effie, ist heute im American Museum of Natural History in New York ausgestellt.
Das 1972 in Jakutien am Schandrin, einem Nebenfluss der  Indigirka, entdeckte, nahezu vollständige Skelett des Schandrin-Mammuts besaß zwar keine gute Erhaltung der äußeren Weichteile, dafür waren die inneren Organe hervorragend überliefert und erlaubten erstmals einen Einblick in den inneren Aufbau des Wollhaarmammuts und einen Vergleich zu den rezenten Elefanten. Weiterhin enthielt der Kadaver, der zu einem alten, aber nicht sehr großen Bullen gehörte, 291 kg Nahrungsüberreste. Im Jahr 1977 wurde weiterhin der Kadaver eines jungen weiblichen Tieres am rechten Ufer der Juribei auf der Gydan-Halbinsel gefunden, während im selben Jahr in Schwemmsanden am linken Ufer der Chatanga in Nordsibirien von Rentierhirten ebenfalls ein als Chatanga-Mammut bekannt gewordener Kadaver entdeckt und in einer zweijährigen Grabungskampagne ergraben werden konnte.
Im Kolyma-Becken am Fluss Kirgiljach im Rajon Sussuman in der Oblast Magadan entdeckte ein Arbeiter ebenfalls 1977 bei der Goldgewinnung die Eismumie eines vollständig erhaltenen männlichen Mammutkalbs. Das berühmt gewordene Kirgiljach- oder Magadan-Mammutbaby, das den Namen „Dima“ erhielt, starb vor etwa 39.000 Jahren im Alter von sechs bis acht Monaten. Das Kalb war 1,15 m lang und 1,04 m hoch und wog zum Todeszeitpunkt etwa 100 kg. An den distalen Enden der Beine waren noch Haarreste erhalten, denn diese Körperpartien frieren nach Eintritt des Todes als erste ein. Die inneren Organe „Dimas“ unterscheiden sich kaum von denen rezenter Elefanten, seine Ohrmuscheln jedoch haben nur ein Zehntel der Fläche eines gleichaltrigen Afrikanischen Elefanten (Loxodonta africana).
Hervorzuheben ist weiterhin das 1988 am Ufer des Juribetejach auf der Jamal-Halbinsel aufgefundene Mammutkalb Mascha, welches in Alter und Größe mit Dima vergleichbar ist, dem aber lediglich der Rüssel fehlt. Ein nur drei Monate altes Kalb mit erhaltenem Schädel samt Haut, kleinen Stoßzähnen, Rüssel und Ohren und Teilen der Gliedmaßen entdeckten Jäger 1990 am Ufer der Indigirka. Es wurde nach der Provinz, aus der es stammt, als Abyi-Mammut bezeichnet. Im Jahr 1997 fanden Angehörige der Dolganen auf der Taimyr-Halbinsel nahe der Großen Balachnija zwei Mammutstoßzähne. Bei Grabungen 1998 und 1999 an der Stelle wurde ein Mammutkadaver mit guter Weichteilkonservierung entdeckt. Dieser wurde daraufhin in einem vollständigen Block geborgen und in eine künstliche Höhle am Chatanga ausgeflogen, um das Mammut dort bei kontrollierten Temperaturen von −15 °C vollständig freizulegen und auch das Bodensediment umfassend zu untersuchen. Der Fund erhielt nach seinen Entdeckern den Namen Jarkow-Mammut.

#### Das 21. Jahrhundert
Bereits 1990 war am Ufer der Oberen Taimyra im zentralen Teil der Taimyr-Halbinsel ein Kadaver bekannt geworden, der alsbald wieder überflutet wurde. Zehn Jahre später entdeckte ihn jedoch S. Pankewitsch beim Fischen wieder, weshalb er als Fischhaken-Mammut bezeichnet wird. Der Fund wurde anschließend teilweise ausgegraben, der hintere Teil zusammen mit den inneren Organen und dem Mageninhalt allerdings in einem Block geborgen und zu Studienzwecken in dieselbe künstliche, gekühlte Höhle an der Chatanga wie das Jarkow-Mammut ausgeflogen. Das Jukagir-Mammut wurde 2002 von V. Gorochow an der Maksunuocha im Norden Jakutiens entdeckt und im Sommer 2004 von einem internationalen Team, bestehend aus Russen, Jakuten und Japanern, ausgegraben. Es zeichnet sich vor allem durch einen exzellent erhaltenen Schädel mit Weichteilbedeckung und beiden vollständig erhaltenen Ohren aus. Rekonstruiert war das Tier etwa 2,83 m hoch. Ebenfalls aus dem Jahr 2004 stammt der Kadaver eines Kalbes aus einer Mine auf dem Hochland von Oimjakon. Das Tier war zum Zeitpunkt des Todes gut anderthalb Jahre alt und starb wohl durch ein Schädeltrauma.
Einer der jüngeren Funde stammt aus dem Jahr 2007 und wurde von einem Rentierzüchter am Oberlauf des Juribei auf der Jamal-Halbinsel geborgen. Es handelt sich hierbei um ein nur einen Monat altes Kalb, das den Namen Ljuba erhielt und eine hervorragende Erhaltung aufweist. Das Yuka-Mammut wurde im Jahr 2009 an der Küste der Laptew-Straße etwa 30 km westlich der Mündung des Kondratievo-Flusses (Republik Sacha) von Einheimischen aufgefunden. Das weibliche Jungtier war im Alter von etwa neun Jahren gestorben und wies eine Körperlänge von rund 2,05 m bei einer Schulterhöhe von 1,6 m auf. Dem Kadaver fehlten lediglich der linke Hinterfuß und einzelne Teile des Rückens und des Nackens. Als bisher einziger Fund enthielt er auch Reste des Gehirns, dessen Volumen rekonstruiert rund 4100 cm³ betrug. Radiometrischen Daten zufolge ist der Fundkörper zwischen 28.000 und 39.000 Jahre alt.
Aus dem Jahr 2012 wurde die Entdeckung eines Kadavers eines ausgewachsenen männlichen Individuums berichtet, das die Bezeichnung Zhenya-Mammut oder Sopotschnaja-Karga-Mammut erhielt. Dieser kam nahe der Mündung des Jenissei am Uferhang der Sopotschnaja zu Tage. Erhalten blieben neben dem nahezu vollständigen Skelett ein Teil der rechten Hautbedeckung einschließlich des Ohrs und verschiedener innerer Organe. Zu Lebzeiten war das Tier etwa 2,3 m groß und wog rund 2,5 t. Es hatte vermutlich die sexuelle Reife erreicht und starb möglicherweise infolge eines Rivalenkampfes mit einem anderen Mammutbullen. Das gleiche Jahr brachte einen Kadaver auf der Kleinen Ljachow-Insel ans Licht und wurde entsprechend Maloliachovski-Mammut genannt. Gefunden von Elfenbeinsammlern und im Jahr darauf von Wissenschaftlern geborgen, handelt es sich um ein rund 2,4 m großes weibliches Individuum, das neben dem Skelett des vorderen Körpers mit Schädel und den Stoßzähnen noch über gut erhaltene Haut mit Fell und einen 181 cm langen Rüssel verfügte. Die Datierung ergab ein Alter von rund 33.000 Jahren.
Aus den Goldminen am Klondike River im kanadischen Territorium Yukon stammt der Kadaver eines sehr jungen Tieres, der im Jahr 2022 entdeckt wurde. Das gut 1,4 m lange Tier starb vor rund 30.000 Jahren und war zu diesem Zeitpunkt etwa einen Monat alt. Es erhielt den Namen Nun cho ga, was in der Sprache der Angehörigen der Tr’ondek Hwech’in First Nation so viel wie „Großes Tierbaby“ bedeutet. An dem Fund sind sowohl Haut, Haare als auch Zehennägel erhalten.

#### Sonstige Kadaverfunde
Außerhalb der Permafrostgebiete stammen konservierte Mammutfunde aus Starunia (Ukraine). Diese wurden 1907 zusammen mit dem mumifizierten Kadaver eines Wollnashorns in einer Ölschiefergrube gefunden, in der sie im mit Salzen durchsetzten Erdwachs in einer Tiefe von 12 bis 17 m unter der Erdoberfläche erhalten geblieben waren. Allerdings war das Fell bereits vergangen.

## Aussehen

### Erscheinungsbild

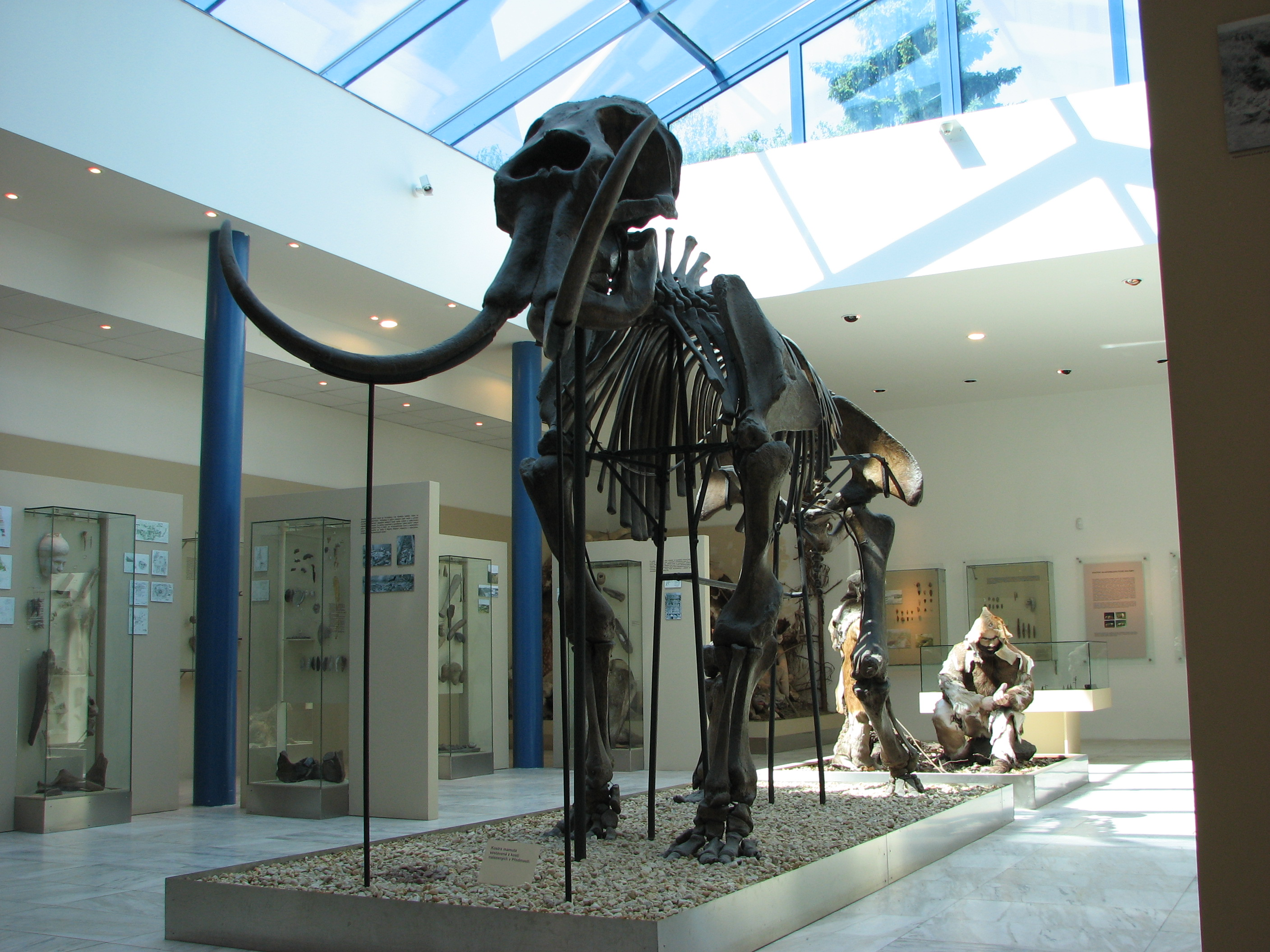
Skelettrekonstruktion eines Wollhaarmammuts im Anthropos-Museum Brno (Tschechien)

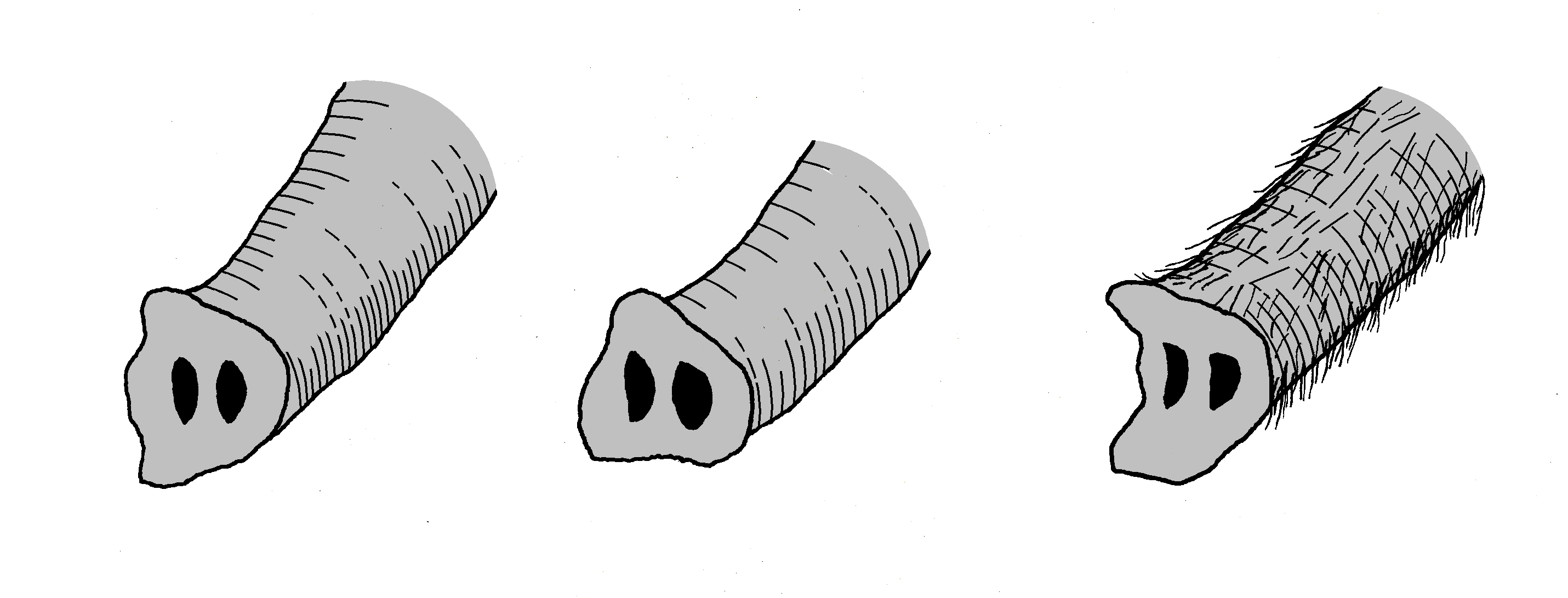
Rüsselenden verschiedener Elefantenarten. Links: Afrikanischer Elefant (Loxodonta africana), Mitte: Asiatischer Elefant (Elephas maximus), rechts: Wollhaarmammut (Mammuthus primigenius).

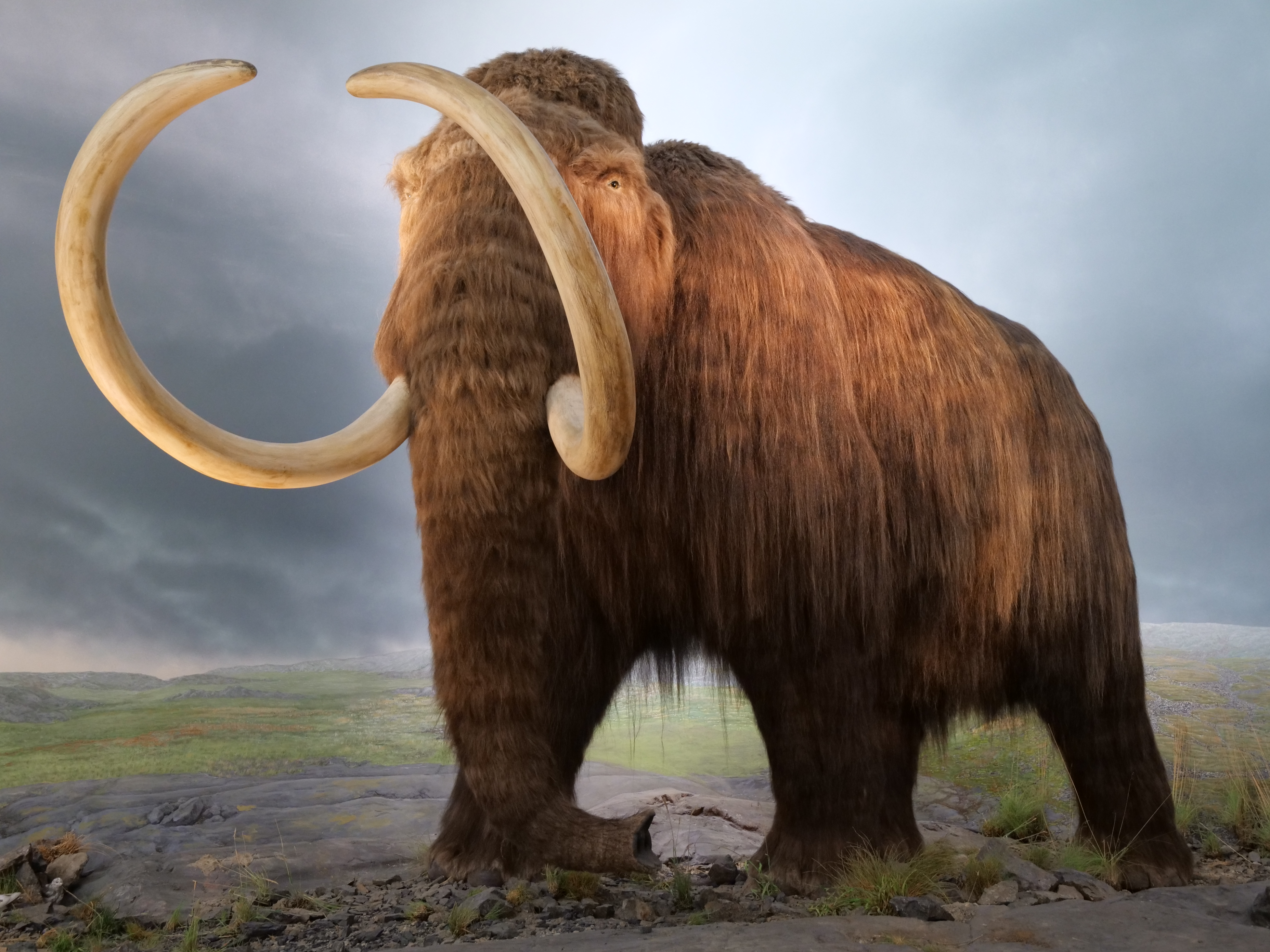
Nachbildung eines Wollhaarmammuts im Royal British Columbia Museum in Victoria

Aufgrund der großen Verbreitung des Wollhaarmammuts und der damit verbundenen hohen Fundanzahl, die Knochen, Zähne oder vollständige Skelette umfassen, aber auch der erhaltenen mumifizierten Kadaver oder der Darstellungen in Höhlenmalereien durch den jungpaläolithischen Menschen ist diese Tierart eine der bekanntesten und am besten studierten aus dem Pleistozän. Daher sind das Aussehen und die Lebensweise des Wollhaarmammuts überaus umfassend rekonstruiert. Das Wollhaarmammut war nicht so riesig, wie oft vermutet wird. Ausgewachsene Tiere erreichten eine Widerristhöhe von 2,8 bis 3,75 m, nicht viel mehr als bei heutigen Elefanten. Ein relativ kleines erwachsenes Individuum aus Rottweil (Baden-Württemberg) wies nur eine Höhe von 2,5 m auf. Wie bei den rezenten Elefanten gab es aber einen ausgeprägten Geschlechtsdimorphismus. Männliche Tiere brachten es im Durchschnitt auf 2,7 bis 3,4 m Schulterhöhe, während jene der Kühe oft nur zwischen 2,6 und 2,9 m lag. Die Tiere waren aber kompakter und massiger als Elefanten, so dass das Gewicht zwischen 5 und 6 t, gelegentlich auch bis zu 8 t betrug. Die jüngeren Vertreter der Art waren in der Regel kleiner als die älteren, die in ihrer Körpergröße noch etwas an das mächtige Steppenmammut erinnerten, aus dem die Art hervorging. Dennoch war das Wollhaarmammut im Jungpleistozän das größte Tier der Mammutsteppe. Auch die letzten Angehörigen der Art waren vergleichsweise klein. Sie lebten auf der Wrangelinsel. Ursprünglich wurde für die Tiere eine Körperhöhe von rund 1,8 m und ein Gewicht von rund 2 t angenommen, ihre vergleichsweise geringe Größe galt als Resultat einer Inselverzwergung. Die Annahme beruhte aber lediglich auf der Analyse einzelner Zahnfunde. Vermessungen des Körperskeletts erbrachten keine Abweichungen in den Größenausmaßen zu den spätpleistozänen Vertretern des Wollhaarmammuts des sibirischen Festlandes, so dass auch für die Tiere der Wrangelinsel eine Schulterhöhe von 2,1 bis 2,2 m angenommen werden kann.
Im Gegensatz zu den rezenten Elefanten hatte das Wollhaarmammut kürzere und massige Beine und war insgesamt länger. Der Kopf war sehr hoch mit einem deutlichen Kranialdom, hinter dem eine Halseinbuchtung lag. Auf dem vorderen Rücken trug es einen Buckel, der häufig als Fettpolster gedeutet wird. Die weitere Rückenlinie war markant stark abfallend.
Namensgebend für diese Art ist das grobe Außenfell, das im Winter aus bis zu 90 cm langen Haaren bestand. Ähnlich wie beim Moschusochsen bildete dieses Fell an Bauch und Flanke eine Schürze. Auch Rüssel, Schwanz und Ohren waren als Kälteschutz mit Fell bedeckt, während die Haare auf dem Kopf einen charakteristischen Pony formten. Unter diesen Deckhaaren befand sich zunächst eine nicht so derbe, flauschige Fellschicht mit 40 bis 50 cm langen Haaren, während die dichte Unterwolle aus 10 bis 20 cm langen Haaren bestand. Das Sommerfell war wesentlich kürzer und weniger dicht als das Winterfell. Die Fellfarbe der Eisleichen vom Wollhaarmammut variiert von blond, rötlich, gelblich über bräunlich bis schwarz, auch in Mustern, was primär auf einen Polymorphismus im Gen des Melanocortin Typ 1 Rezeptors zurückgeht. Daneben können Farbtöne durch postmortale Oxidationsprozesse verändert worden sein, möglicherweise die rötlichen.
Die Haut des Wollhaarmammuts erreichte eine Dicke von durchschnittlich drei Zentimetern, an den Fußsohlen war sie jedoch mit fünf bis sechs Zentimetern deutlich stärker. Zusätzlich befanden sich zwischen den Zehen noch dicke Hautpolster. Unter der Haut lag eine fast zehn Zentimeter dicke Fettschicht, die für eine zusätzliche Wärmeisolierung sorgte. Da der Tierart aber Talgdrüsen fehlten, mit denen sie ihr Fell hätte einfetten können, war sie feuchten Wetterbedingungen schutzlos ausgeliefert.
Der Rüssel des Wollhaarmammuts war als kaltklimatische Anpassung relativ kurz, dafür aber wesentlich dicker und massiver als bei heutigen Elefanten. Markant ist das Rüsselende, das aus einem „Finger“ und einem schaufelförmigen Zipfel bestand. Der Afrikanische Elefant hingegen weist an seinem Rüsselende zwei „Finger“ auf, während der Indische Elefant (Elephas maximus) nur einen hat. Die Finger dienten weitgehend dem Greifen der Nahrung und funktionierten dabei ähnlich wie die menschliche Hand. Bei einigen Individuen wurde eine Verbreiterung des Rüssels zum unteren Ende hin beobachtet, wodurch der Durchmesser etwa auf das Doppelte anwächst und der ansonsten ovale Querschnitt in einen elliptischen wechselt. Ebenfalls eine Klimaadaptation stellen die sehr kleinen Ohren dar. Sie hatten eine ovale Form mit einer Länge von 38 cm und einer Breite von 18 bis 28 cm. Dadurch erreichten die Ohren ausgewachsener Tiere nur etwa ein Zwanzigstel der seiner heutigen afrikanischen Verwandten, bei Jungtieren wie Dima immerhin noch ein Zehntel verglichen mit gleichaltrigen Elefantenkälbern. Auch der Schwanz war mit rund 40 cm relativ kurz und besaß am Ansatz einen Hautlappen, der als Analklappe diente. Das Schwanzende trug eine ausgeprägte Quaste aus bis zu 60 cm langen Haaren.

### Schädel-, Gebiss- und postcraniale Skelettmerkmale

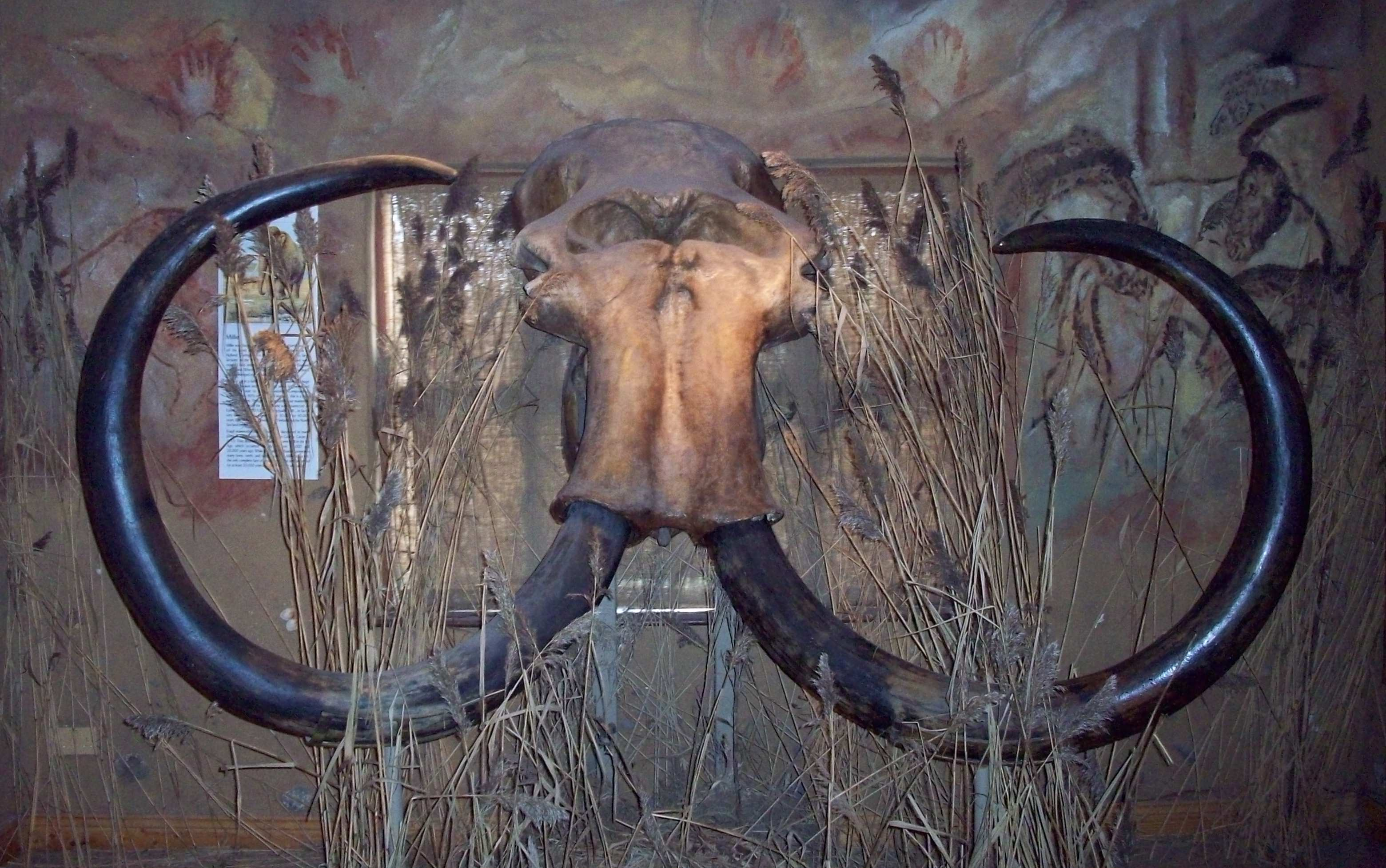
Das Mammut „Millie“ im „Celtic and Prehistoric Museum“, Ventry, Irland

Der Schädel war groß und sehr hoch mit einem teils ausgeprägten quer verlaufenden Scheitelkamm und einem massiven Unterkiefer. Der Scheitelkamm diente als Ansatzstelle einerseits für die benötigte starke Rückenmuskulatur, die den Schädel mit den Stoßzähnen halten musste, andererseits auch für den mächtigen Kauapparat. Wie bei allen Elefanten bestand das Innere aus einer wabenartigen Struktur mit dünnen Knochenlamellen, was zu einem im Verhältnis zum Volumen geringen Schädelgewicht führte.
Charakteristisch sind die Alveolen der Stoßzähne, die beim Wollhaarmammut fast parallel oder in einem geringen Winkelabstand zueinander verliefen. Dies unterscheidet ihn zum Beispiel vom ebenfalls mittel- und jungpleistozänen Europäischen Waldelefanten, wo diese sich in einem stärkeren, bis zu 80° messenden Winkel zueinander befanden.
Das Wollhaarmammut hatte wie alle echten Elefanten ein stark reduziertes Gebiss, das nur die Backenzähne und die aus den oberen Schneidezähnen gebildeten Stoßzähne umfasste. Pro Kiefernbogen besaß das Wollhaarmammut einen Backenzahn, der, beginnend mit dem ersten Milchmolar, fünfmal ausgetauscht werden konnte: gesamt drei Milchmolaren und drei Dauermolaren. Die Backenzähne waren langoval, oft über 20 cm lang, und erreichten von allen Elefanten die höchsten Zahnkronen. Auffallend ist die hohe Anzahl von Schmelzlamellen, die beim dritten Molaren zwischen 21 und 30 betrug, mit einer durchschnittlichen Schmelzfaltendicke von 0,9 bis 2 mm. Dies ist die höchste Anzahl bei allen bekannten Vertretern der Elefanten. Teilweise dient dieser Wert als taxonomisches Unterscheidungsmerkmal, wobei hohe Abkauungsgrade eine genaue Artbestimmung beeinträchtigen können.
Das postcraniale Skelett des Wollhaarmammuts besitzt nur wenige Unterschiede zu dem anderer Elefanten. Charakteristisch sind die säulenförmigen Gliedmaßen. Auffällig ist auch der kurze Schwanz, der aus nur 21 Wirbeln gebildet wird, während der der rezenten Rüsseltiere zwischen 28 und 33 umfasst. Lange Zeit hegten Paläontologen die Hoffnung, einzelne oder isolierte Skelettelemente den verschiedenen Elefantenarten zuweisen zu können, was sich jedoch nicht erfüllt hat. Lediglich am ersten Halswirbel, dem Atlas, zeigt das Wollhaarmammut im Vergleich zum Europäischen Waldelefanten ein niedrigeres und breiteres craniales Gelenk.

### Stoßzähne

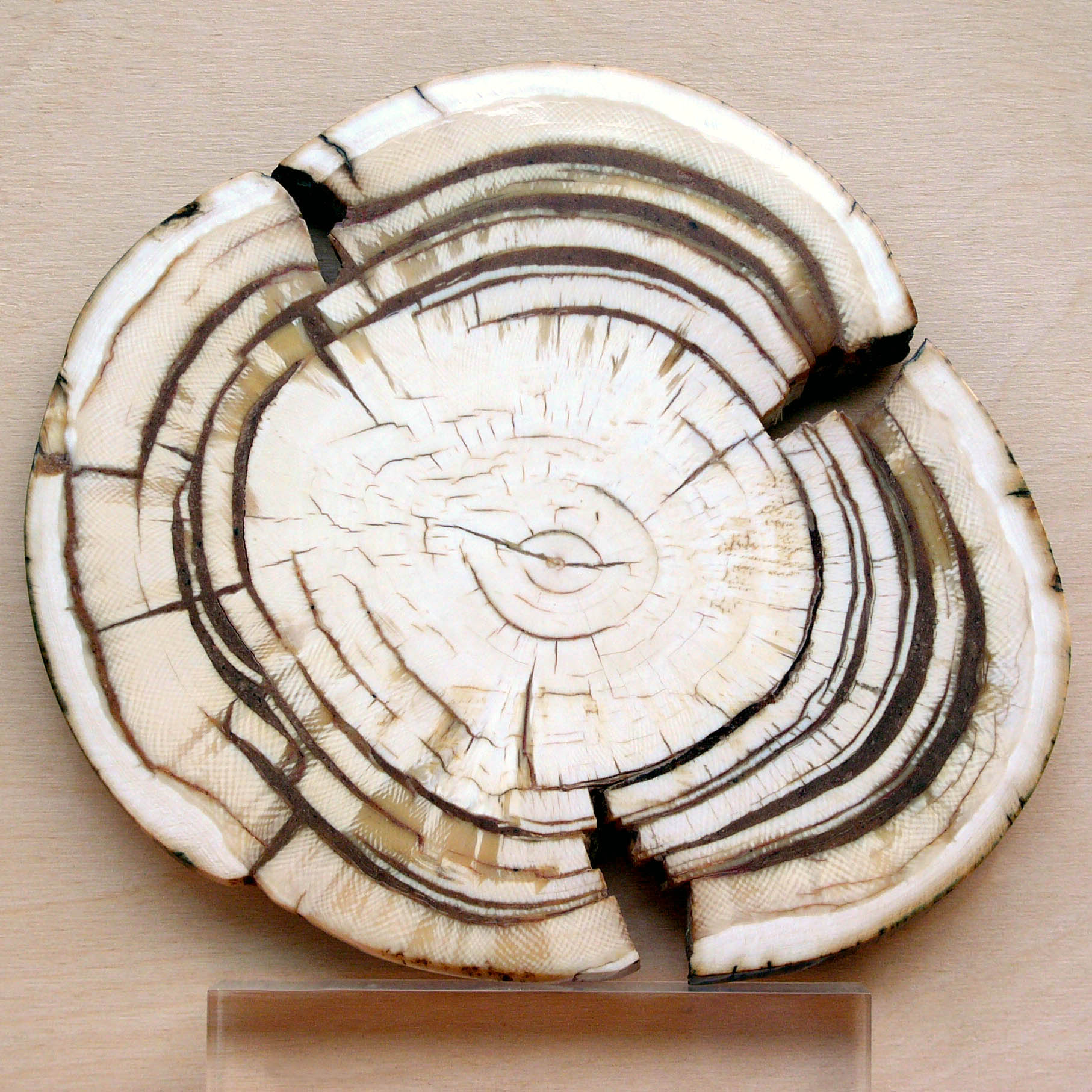
Querschnitt eines Mammutstoßzahns. Deutlich sind die ringförmigen Lamellen und die Schreger-Linien, vor allem in der zweiten und dritten äußeren Lamelle, zu erkennen.

Die Stoßzähne gehören zu den markantesten äußeren Merkmalen des Wollhaarmammuts und sind im Gegensatz zu den heute noch lebenden Elefantenarten deutlich spiralförmig nach oben gedreht, wobei die spitzen Enden meist aufeinander gerichtet sind. Durch die Drehung der Defensen sind diese seitlich sehr weit ausladend mit einer Spanne bis zu 1,7 m. Stoßzähne alter Bullen konnten eine Länge von mehr als 4,50 m, wovon etwa ein Viertel in den Alveolen steckte, und ein Gewicht von mehr als 100 kg erreichen. Über die Krümmung gemessen ist das größte bisher bekannte Exemplar 4,9 m lang. Im Durchschnitt sind die aufgefundenen Stoßzähne mit 2,50 m Länge und 45 kg Gewicht allerdings deutlich kleiner. An der Austrittsstelle aus den Alveolen weisen sie einen Durchmesser von bis zu 20 cm auf. Kühe hatten kürzere und dünnere Stoßzähne – der Durchmesser an den Alveolen liegt im Durchschnitt bei 9 bis 10 cm –, die nicht so deutlich spiralförmig, sondern eher säbelartig gebogen waren. Im Allgemeinen waren die Stoßzähne des Wollhaarmammuts länger als jene der heute lebenden Elefanten.
Die Stoßzähne bestehen aus Elfenbein, einem Gemisch aus Carbonat-Hydroxyl-Apatit-Kristallen, die mit Kollagenfasern orientiert verwachsen sind, wobei die Kristalle für die notwendige Härte, das Kollagen aber für die Elastizität verantwortlich sind. Aufgrund von differierenden Kristallisationsgraden im Elfenbein der verschiedenen Elefantenarten lassen sich die Stoßzähne in Dünnschliffproben mit Hilfe der Infrarotspektroskopie unterscheiden. Ebenso zeigt das Kollagen in den Stoßzähnen der einzelnen Elefantenarten Abweichungen, sodass unter Verwendung der Ultraviolett-Fluoreszenz-Spektrophotometrie diese zugewiesen werden können.
Im inneren Aufbau weisen die Stoßzähne drei unterschiedliche Lagen auf. Die äußerste dünne Lage besteht aus Zement, darunter folgt das Dentin als Hauptbestandteil. Dieses besitzt eine faserige Struktur und ist von unzähligen Kanälchen durchsetzt, die mit Kollagen gefüllt sind. Den innersten Bereich bildet die Pulpa, in der sich Blutgefäße und Nerven befinden. Auch gehen von ihr zahlreiche Dentinkanälchen aus nach außen. Stoßzähne haben im Gegensatz zu anderen Zähnen keinen Zahnschmelz. Neues Stoßzahnmaterial wird hauptsächlich in den Alveolen gebildet und erfolgt von innen nach außen. Dadurch ist der Stoßzahn im Querschnitt aus konzentrischen Ringen aufgebaut, die jeweilige Wachstumsschübe darstellen und mit Jahresringen in den Stämmen der Bäume vergleichbar sind. Die innersten Ringe sind dabei am jüngsten. Im Längsschnitt hingegen zeigen sich parallel verlaufende, abwechselnd helle und dunkle Linien, die ebenfalls Zuwachsraten anzeigen.
Weiterhin können im Querschnitt Strukturen beobachtet werden, die über die Wachstumsringe hinausgehen und eine rosettenartige Maserung aus abwechselnd hellen und dunklen Linien bilden. Diese als Schreger-Linien bezeichneten Bildungen gehen auf einen regelmäßigen Wechsel des Kollagengehaltes im Dentin zurück. Die Winkel, mit denen sich die Linien regelmäßig treffen, sind aufgrund der starken Krümmung des Mammutstoßzahns spitzer als bei den rezenten Elefanten und variieren zwischen 25 und 40 Grad je nach Lage im Stoßzahn.
Die Funktion der Stoßzähne war sicher vielfältig. Zum einen dienten sie der Darstellung der Dominanz einzelner Tiere im Paarungs- oder Ritualkampf. Hierbei war aber ein Aufspießen wie bei den rezenten Elefantenarten nicht möglich. Weiterhin könnten sie ein Warnsignal an Nahrungskonkurrenten im interspezifischen Wettbewerb oder aber auch an große Raubtiere gewesen sein. Sehr häufig wurden die Stoßzähne aber für die Nahrungssuche eingesetzt. Dies zeigen Schliffspuren, die sich überwiegend an der Unterkante, gelegentlich aber auch auf der Oberseite und der Spitze befinden. Meist werden diese Schliffspuren mit dem Freischaufeln des mit Schnee bedeckten Erdbodens bei der Suche nach Nahrung erklärt, doch könnten sie auch allgemein beim Herauswühlen von Pflanzen oder Umbiegen von Sträuchern entstanden sein. Solche Spuren sind auch bei rezenten Elefanten häufig zu finden.

### Genetische Merkmale
Lange Zeit konnten keine Gene identifiziert werden, die die starke Behaarung des Wollhaarmammuts im Vergleich zu den heutigen Elefantenformen hervorrufen. Einzelne Kandidaten, wie das Fgf5-Gen, das bei vielen Säugetieren für verlängerte Haare verantwortlich und bei langhaarigen Mäusen, Katzen und Hunden häufig zerstört ist, ergaben im Sequenzvergleich zwischen dem Wollhaarmammut und verschiedenen heutigen Elefantenformen kaum Mammut-spezifische Besonderheiten. Ähnliches gilt für das Gen KRTHAP1, das zumindest zum Teil die unterschiedlich starke Behaarung zwischen Menschen und anderen Menschenaffen bewirkt, bei den Afrikanischen Elefanten und dem Wollhaarmammut jeweils intakt vorkommt. Auch verschiedene Keratin-Gene wie KRT25, KRT27 und KRT83 zeichnen nicht für die Unterschiede zwischen heutigen Elefanten und dem Wollhaarmammut verantwortlich. In einer genetischen Analyse aus dem Jahr 2023, die knapp zwei Dutzend Individuen des Wollhaarmammuts aus einem Zeitraum von gut 700.000 Jahren einband, ließen sich aber mehrere mutierte Gene identifizieren, die beim Menschen zu Haarwuchsstörungen wie Keratoderma führen. Weitere Genmutationen betreffen das Immunsystem oder die Befähigung zur Fettspeicherung als Anpassungen an die kalten Klimabedingungen. Auffällig ist auch die Mutation des FLG-Gens, welches Proteine für die Keratinfaserbindung kodiert. Bei Mäusen führen Defekte in diesem Gen zu einem verminderten Ohrwachstum. Vermutlich verursachte das FLG-Gen beim Wollhaarmammut die Ausbildung der charakteristisch kleinen Ohren. Da das Gen die größten Veränderung innerhalb der 700.000 Jahre erfuhr kann angenommen werden, dass frühe Vertreter des Wollhaarmammuts noch größere Ohren aufwiesen.
Weiterhin wies der DNA-Code für das Hämoglobin eines 43.000 Jahre alten Wollhaarmammuts drei vom Hämoglobin eines Asiatischen Elefanten abweichende Sequenzen auf. Das Hämoglobin-Gen des Wollhaarmammuts wurde 2010 in Bakterien eingeschleust, worauf diese das Mammutprotein produzierten. Aus der unterschiedlichen Sauerstoffsättigung zwischen dem Hämoglobin des Wollhaarmammuts und dem des Asiatischen Elefanten erhofft man sich Erkenntnisse über die Kälteanpassung der Mammute.

## Lebensweise

### Ernährungsweise
Das Wollhaarmammut war ein an Steppengebiete angepasstes Tier, wie der gedrungene Körperbau und vor allem die kräftigen, auf lange Wanderungen spezialisierten Gliedmaßen zeigen. Da in Steppen hauptsächlich Gräser als Nahrungsquelle zur Verfügung standen, wurde forschungsgeschichtlich schon sehr früh vermutet, dass das Rüsseltier ein ausgewiesener Grasfresser war. Dafür gibt es auch anatomische Merkmale, wie die sehr hochkronigen Backenzähne mit ihren zahlreichen Schmelzfalten. Da Gräser nicht sehr nährstoffhaltig sind, musste das Wollhaarmammut sehr große Mengen verzehren. Die hohen Zahnkronen glichen dabei die durch die hohe Nahrungsmenge verursachte größere Abkauung wieder aus. Da Gräser zusätzlich noch kieselsäurehaltig und damit sehr hart sind, verhinderte die hohe Schmelzfaltendicke ebenfalls einen stärkeren Abrieb.
Einige der im sibirischen Permafrost entdeckten Mammutkadaver enthielten noch Mageninhalte, wie zum Beispiel das Schandrin-Mammut oder das Berjosowka-Mammut; letzteres wies sogar noch Nahrungsreste auf der Zunge beziehungsweise im Maul auf. Die Untersuchungen dieser Nahrungsreste bestätigten die anatomischen Hinweise. So überwiegen vor allem Gräser, wie Fuchsschwanzgräser, Gerste, Straußgräser, Salzschwaden und Seggen, darüber hinaus sind Hahnenfuß und Moose nachgewiesen. In geringerem Umfang kamen auch Reste von Weiden- und Lärchenzweigen vor, ebenso wie Teile von Weiden, Erlen und Kiefern. Das Vorkommen von Gehölzpflanzen in der Nahrung des Wollhaarmammuts zeigt, dass die Steppe nicht vollständig strauch- und baumfrei war. Die Aufnahme solcher Pflanzenarten war überdies wichtig, um an Nährstoffe zu gelangen, die für das Wachstum benötigt wurden. Die große Vielfalt an verzehrten Pflanzen deckte gleichzeitig auch den Aminosäurebedarf, den das Wollhaarmammut im Gegensatz zu den großen Wiederkäuern vollständig über die Nahrungsaufnahme regeln musste. Der erhaltene Darminhalt des Yukagir-Mammuts zeigt aber, dass die Tiere auch in völlig baumfreier Kältesteppe leben konnten. Die notwendigen Nährstoffe stammten hier anscheinend überwiegend aus zwergwüchsigen subarktischen Weidenarten.
Ein einzelnes Tier benötigte je nach Jahreszeit 150 bis 300 kg Nahrung täglich, wobei die Menge der aufgenommenen Pflanzen abhängig vom Trocknungsgrad war, d. h. im Frühjahr mit frisch gewachsenem Gras brauchte ein Tier weniger als im Sommer und Herbst mit trockenem Pflanzenwuchs. Auf den allgemein hohen Nahrungsbedarf weist neben Vergleichen mit rezenten Elefanten auch der Mageninhalt des Schandrin-Mammuts hin, der mehr als 290 kg umfasste. Der Abbau der pflanzlichen Zellulose erfolgte beim Wollhaarmammut im Blinddarm. Dies ermöglichte ihm bei sinkendem Eiweiß- und steigendem Fasergehalt größere Mengen zu fressen und so den Großteil des Tages mit der Nahrungsaufnahme zu verbringen.
Neben der pflanzlichen Nahrung war das Wollhaarmammut stark von Wasser abhängig. Im Durchschnitt verbrauchte es rund 70 bis 90 l am Tag. Die benötigte Wassermenge war wiederum abhängig von der Beschaffenheit der Pflanzennahrung. Bei saftigem frischen Gras kam das Wollhaarmammut mit weniger Wasser aus. Das erlaubte ihm auch, sich weiter von den Wasserstellen wie Fluss- und Seeufern in die umliegenden Gebiete zu entfernen. Im Sommer und Herbst, wenn die meisten Pflanzen ausgetrocknet waren, war der Wasserbedarf entsprechend höher. Es ist möglich, dass sich in diesen Jahreszeiten der Aufenthalt der Wollhaarmammute an den Wasserstellen konzentrierte, wodurch die Wanderungsbewegung der Tierart stark saisonabhängig war.

### Individuelle Lebensweise

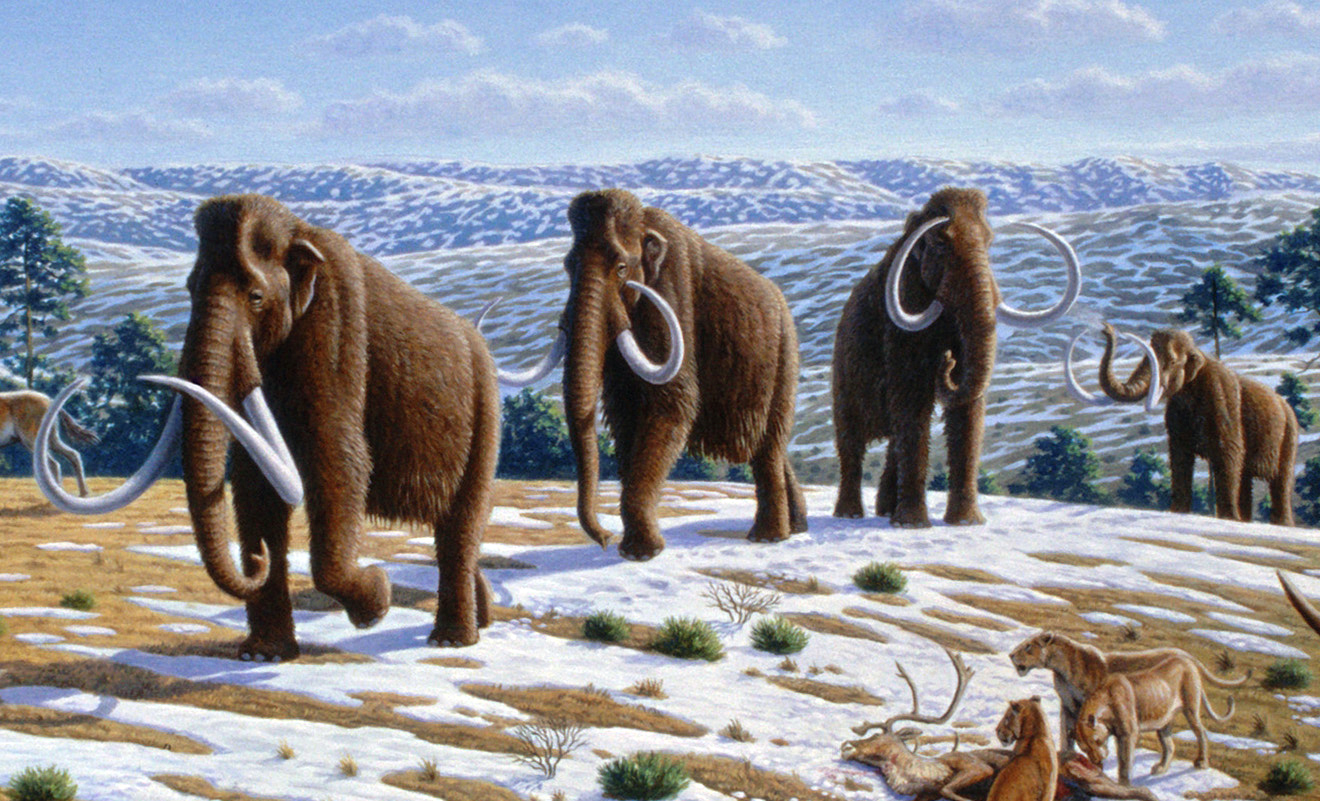
Rekonstruktion des Wollhaarmammuts und seiner Umwelt

Das Wollhaarmammut erreichte ein Alter von 60 bis 65 Jahren. Dies geht zum einen aus der Größe der Tiere hervor, zum anderen auf den charakteristischen, allen Elefantenarten eigenen „horizontalen“ Zahnwechsel zurück. Der letzte Molar, der dritte, ist ungefähr im Alter von 60 Jahren abgekaut und fällt aus. Alte Tiere können dann nicht mehr genügend Nahrung aufnehmen und sterben schließlich.
Man geht davon aus, dass das Wollhaarmammut, ähnlich wie die heutigen Elefantenarten, in matriarchalisch geprägten Familienverbänden zusammen lebten. Das älteste Muttertier leitete dabei die Gruppe, die normalerweise aus zwei bis maximal 20 Tieren bestand. Bullen dagegen führten ein weitgehend einzelgängerisches Leben oder formierten sich bei Bedarf in „Junggesellengruppen“, mit den Kühen kamen sie nur während der Brunft zusammen. Diese war vermutlich aufgrund der starken jahreszeitlichen Temperaturschwankungen saisonabhängig und fand im Sommer statt, im Gegensatz zu den heutigen, an das tropische Klima angepassten Elefanten mit einer ganzjährigen Paarungsbereitschaft. Nach 22-monatiger Tragzeit wurde das Jungtier dann im Frühjahr geboren, wobei dieses wohl rund 90 kg wog. Junge Bullen wurden dann mit 9 bis 12 Jahren von der Herde vertrieben. Wie bei den rezenten Elefanten ist auch beim Wollhaarmammut die subcutan am Kopf zwischen Auge und Ohr liegende Musth-Drüse nachgewiesen, die im jährlichen Zyklus Sekrete ausschied, welches eine erhöhte Aggressivität im Dominanz- und Paarungsverhalten verursachte. Zusätzliche Hinweise auf die Musth finden sich in den Wachstumsringen der Stoßzähne, die den variierenden Testosteronspiegel abspeichern. Dies ließ sich sowohl bei den heutigen Elefanten als auch bei einem Individuum des Wollhaarmammuts von der Wrangelinsel dokumentieren.
Ein ausgewachsenes Wollhaarmammut hatte keine natürlichen Feinde, Jungtiere konnten hingegen von großen Raubtieren wie dem Höhlenlöwen von der Herde getrennt und anschließend gerissen werden. Einzig der frühe Mensch war als aktiver Jäger mit Distanzwaffen dem Wollhaarmammut gefährlich. Darüber hinaus gab es aber verschiedenste Gefahren, die auf das Leben des Wollhaarmammuts einwirkten. Rutschige Hänge, hochwasserführende Flüsse im Frühjahr oder einbrechende Thermokarste konnten zu schweren Stürzen bis hin zum Tod einzelner Individuen führen. Gelegentlich zeugen einzelne gebrochene Knochen, wie zum Beispiel am Schulterblatt, von solchen Ereignissen. Möglicherweise ist ein Großteil der Eismumien auf solche zufälligen Ereignisse zurückzuführen.
Wie bei den rezenten Elefanten ist zu vermuten, dass das Wollhaarmammut sehr emotional auf den Tod vom Artgenossen, vornehmlich Herdenmitgliedern, reagierte und oftmals bis zu mehreren Stunden am Sterbeplatz verweilte. Da die zurückgebliebenen Tiere später diese Orte meist mieden, kann dieses Verhalten auch Einfluss auf die Jagdstrategien und Sammeltätigkeiten der frühen Menschen Auswirkung gehabt haben.
Über das Wanderungsverhalten eines individuellen Wollhaarmammuts in seinem Lebenslauf ist nur wenig bekannt. Im Jahr 2021 wurde eine Studie veröffentlicht, die auf Isotopenanalysen an rund 340.000 Einzelstellen eines rund 1,7 m langen Abschnitts eines Stoßzahns beruhen. Dieser stammte ursprünglich aus dem Gebiet der North Slope im nördlichen Alaska. Der Stoßzahn gehörte genetischen Daten zufolge einem männlichen Tier, das gemäß der Wachstumsringe rund 28 Jahre alt wurde und vor etwa 17.100 Jahren lebte. Die Isotopenwerte wurden mit denen von fossilen Nagetieren verglichen, die als relativ ortstreu gelten. Demnach wurde das Tier im zentralen Alaska im Tal des Yukon River geboren und verbrachte die erste Zeit in der Region. Die Familiengruppe, in der das Jungtier offensichtlich lebte, hatte aber einen weit größeren Aktionsraum, da sie gelegentlich auch Ausflüge in weiter nördlich und südlich gelegene Areale unternahm. Ein deutlicher Bruch in den Isotopenwerten mit nachfolgenden stärkeren Schwankungen im Alter von 15 oder 16 Jahren weist wohl darauf hin, dass das junge Mammut die mütterliche Herde verließ. Das Tier erweiterte in der folgenden Zeit seinen Aktionsraum und erschloss weite Bereiche östlich und westlich seines Ursprungsgebietes. In seiner letzten Wanderung bewegte es sich von der Seward-Halbinsel Richtung Nord zur North Slope, wo es letztendlich im Gebiet des Colville River verhungerte. Berechnungen zufolge legte das Tier in seinem gesamten Leben gut 70.000 km zurück. Umfangreiche Wanderungen wurden auch mit Hilfe des gleichen Untersuchungsverfahrens an einem Mahlzahn eines Individuums aus dem östlichen Mitteleuropa ermittelt. Demnach wechselte das Tier in seinen letzten, rund ein Dutzend Lebensjahren jährlich zwischen seinen winterlichen Refugien im heutigen südpolnischen Bergland zu seinen sommerlichen Weidegründen im nördlich gelegenen Tiefland. Dabei überwand es jeweils zwischen 250 und 400 km in einer Richtung. Das Individuum starb vor gut 29.000 Jahren.

### Pathologien und Parasiten
Des Weiteren können auch einzelne Krankheitserscheinungen beobachtet werden. Relativ häufig treten Backen- und Stoßzahnanomalien in Form von Wachstumsstörungen auf, ebenso wie Parodontitis und teilweise auch Karies. Bemerkenswert ist auch das vereinzelte Vorkommen überzähliger Backenzähne bei älteren Individuen. Gelegentlich wurden auch Krebsgeschwüre an Zähnen festgestellt. An Knochenerkrankungen sind vor allem Arthritis an den Wirbeln bis hin zum Verwachsen ganzer Abschnitte der Wirbelsäule beobachtet worden. Auch konnte an einigen Funden Osteomyelitis nachgewiesen werden.
Untersuchungen unter anderem am Berjosowka-, Kirgiljach- und am Schandrin-Mammut erbrachten Hinweise auf mehrere Parasiten. So sind mit Cobboldia und Protophormia zwei äußere Parasiten aus der Gruppe der Zweiflügler nachgewiesen. Magenreste enthielten außerdem Reste von Faden- und Bandwürmern als innere Parasiten.

## Systematik und Genetik
|  | Loxodonta     |
|  |               |
|  | Palaeoloxodon |
|  |               |

|  | Elephas   |
|  |           |
|  | Mammuthus |
|  |           |

|  | Loxodonta     |
|  |               |
|  | Palaeoloxodon |
|  |               |

|  | Elephas   |
|  |           |
|  | Mammuthus |
|  |           |

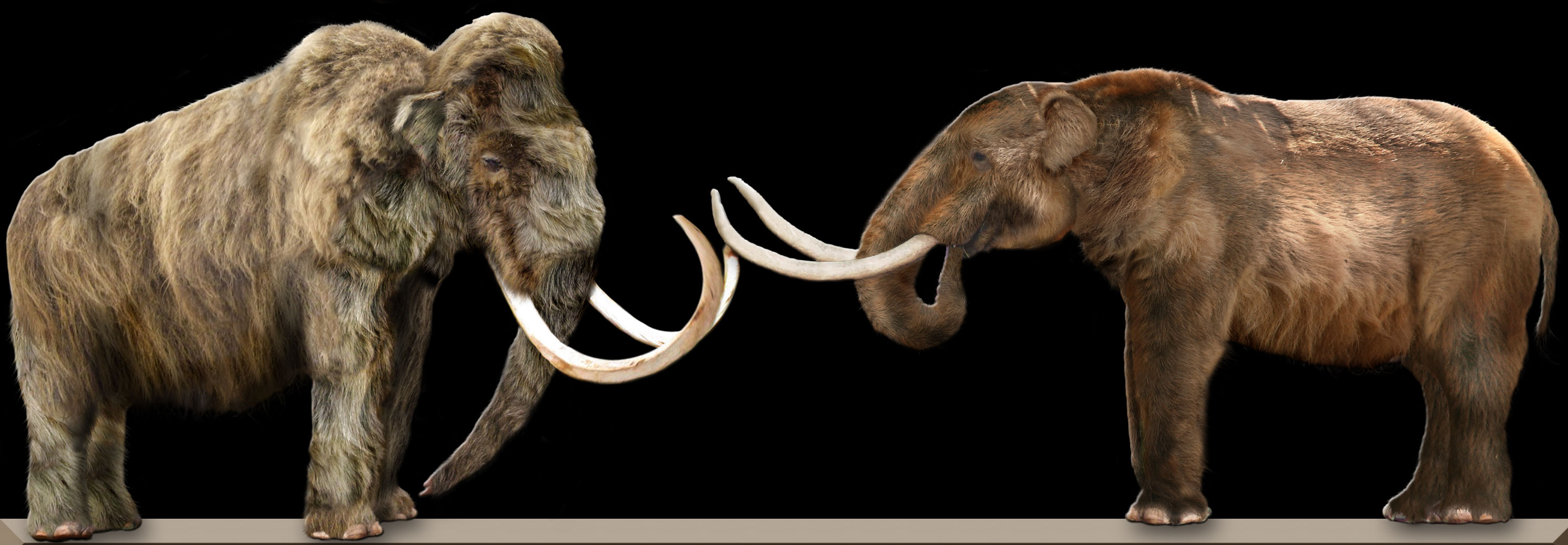
Rekonstruktion von Wollhaarmammut (links) und Amerikanischem Mastodon (rechts)

Das Wollhaarmammut als Vertreter der Gattung Mammuthus gehört zur Familie der Elefanten (Elephantidae), der weiterhin die rezenten Gattungen Elephas mit dem Asiatischen Elefanten (Elephas maximus), Loxodonta mit dem Afrikanischen Elefanten (Loxodonta africana) und dem Waldelefanten (Loxodonta cyclotis) und die ausgestorbene Gattung Primelephas zugewiesen werden. Allen Vertretern der Elefanten gemein ist der lamellenartige Aufbau und die ausgeprägte Hochkronigkeit (Hypsodontie) der Backenzähne beziehungsweise die Bildung der Stoßzähne aus den oberen Schneidezähnen. Mit Hilfe des Genoms des Wollhaarmammuts, das aus über 4 Gb (Giga-Basenpaare) besteht, konnte ein geschätzter genetischer Unterschied zum Afrikanischen Elefanten von weniger als 0,6 % festgestellt werden, was nur etwa halb so groß ist wie der zwischen Schimpanse und Mensch. Mit dem Asiatischen Elefanten ist das Wollhaarmammut noch näher verwandt. In absoluten Altersdaten ausgedrückt bedeutet dies, dass sich die Linien Elephas und Mammuthus vor 6,7 Millionen Jahren trennten, während Loxodonta sich schon vor 7,6 Millionen Jahren abgespaltet hatte. Die Mammutiden, eine urtümliche, mit den Elefanten nur entfernt verwandte Rüsseltierlinie, zu denen auch das bis ins Jungpleistozän überlebende Amerikanische Mastodon (Mammut americanum) gehört, gingen bereits vor 26 Millionen Jahren ihren eigenen evolutiven Weg.
Dabei ist das Wollhaarmammut aus dem Steppenmammut (Mammuthus trogontherii) hervorgegangen und bildet mit ihm eine Schwesterlinie zum Präriemammut (Mammuthus columbi) und dem Zwergmammut (Mammuthus exilis) auf dem amerikanischen Kontinent. Molekulargenetischen Untersuchungen zufolge trennten sich beide Linien vor etwa zwei Millionen Jahren. Die enge Verwandtschaft zwischen dem Wollhaarmammut, dem Steppenmammut und dem Präriemammut ließ sich im Jahr 2021 ebenfalls genetisch bestätigen. Verwendet wurden hierbei drei Mammutzähne aus dem nordöstlichen Sibirien, von denen ein Fund aus Chukochya mit rund 0,5 bis 0,8 Millionen Jahren einen der ältesten bekannten Reste des Wollhaarmammuts repräsentiert, die beiden anderen aus Adycha und Krestovka mit einem Alter zwischen 1,2 und 1,0 Millionen Jahren ähneln morphologisch denen des Steppenmammuts. Jedoch stehen die beiden Funde aus Adycha und Krestovka nicht in einer direkten Verwandtschaftslinie zueinander, da letzterer einen Seitenzweig bildet, während ersterer weitgehend dem Steppenmammut entspricht. Die Krestovka-Linie entwickelte sich aus genetischer Sicht später zum Präriemammut weiter, war jedoch einem stärkeren Genfluss aus der Steppenmammut-Wollhaarmammut-Linie ausgesetzt.
Während die Adycha- und Krestovka-Linie demnach außerhalb des Wollhaarmammuts stehen, bildet die Chukochya-Linie dessen bisher älteste bekannte. Ihre hohe Altersstellung befürwortet einen sibirischen Ursprung der Art. Zudem findet sie sich basal innerhalb einer genetisch definierten Gruppe wieder, welche als Clade 3 bezeichnet wird. Dass das Wollhaarmammut mehrere genetische Gruppen einschließt, wurde bereits Anfang des 21. Jahrhunderts anhand von DNA-Untersuchungen an sechs verschiedenen Individuen aufgezeigt. Spätere Analysen an mindestens 18 sibirischen Funden – beispielsweise vom Jarkow-Mammut, dem Fischhaken-Mammut, Dima und vom Adams-Mammut – bestätigten diese Ansicht. Die beiden zuerst erkannten Wollhaarmammut-Linien wurden dabei Clade 1 und Clade 2 bezeichnet und später um die Clade 3 erweitert. Während die Angehörigen der Clade 1 und Clade 3 weit über das nördliche Eurasien und Nordamerika verbreitet waren, beschränkten sich jene der Clade 2 bisher auf die Region zwischen der Lena und der Kolyma. Des Weiteren scheinen Clade 2 und Clade 3 bereits vor rund 40.000 beziehungsweise 24.000 Jahren erloschen zu sein. Clade 1 hingegen besteht weitgehend nur aus Individuen, die dem Jungpleistozän angehören. Teilweise wird vermutet, dass die Gruppe aus Nordamerika stammend erst später nach Eurasien zurückwanderte und damit das Verschwinden der beiden anderen Entwicklungslinien einleitete. Was die Trennung der drei Gruppen verursachte, ob Selektion oder Gendrift, ist bisher nicht geklärt, anatomische oder funktionelle Änderungen scheint sie nicht bewirkt zu haben. Die Aufspaltung der drei Kladen geschah nach bisherigen Untersuchungen bereits vor rund 800.000 Jahren. Eine weitere, fossil bisher nicht identifizierte Linie konnte mittels Umwelt-DNA nachgewiesen werden.
Darüber hinaus zeigten Analysen der mitochondrialen DNA von 160 Mammutindividuen aus der gesamten Holarktis, dass sich das Wollhaarmammut offenbar nicht nur über die Beringstraße nach Nordamerika ausbreitete, sondern auch gelegentlich nach Eurasien zurückkehrte und so ein dynamisches Besiedlungsverhalten besaß. Dabei wurden fünf Haplogruppen (A bis E) identifiziert, von denen die Gruppe C ursprünglich bis vor 47.000 Jahren nur in Nordamerika beheimatet war und offensichtlich die ursprüngliche Einwanderungswelle darstellte. Bis vor 22.000 Jahren wanderten die Vertreter der vier anderen Gruppen ebenfalls über die Beringstraße nach Nordamerika, während die dortige Population nun auch im nördlichen Eurasien anzutreffen war. Die gemischten Gruppen überlebten dann bis zum Ende der letzten Vereisungsphase, während die Vertreter der Gruppe E die letzten Wollhaarmammute auf der Wrangelinsel waren.

## Forschungsgeschichte

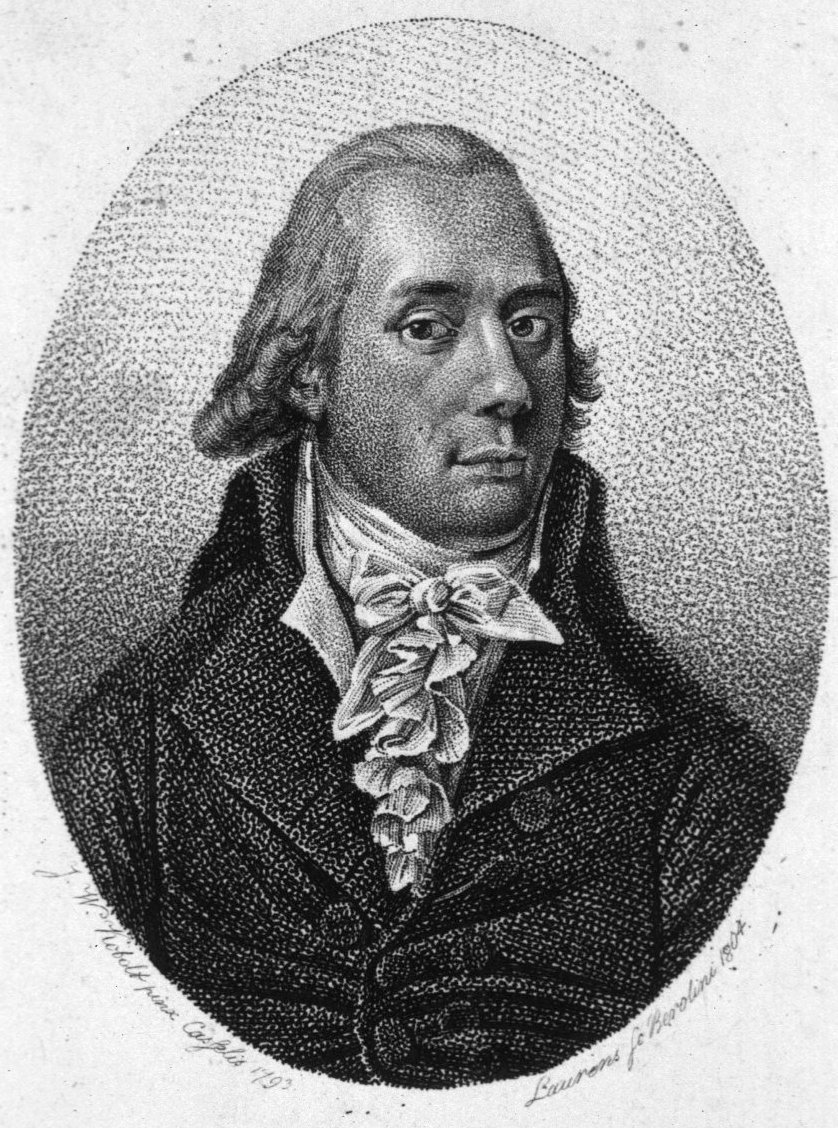
Johann Friedrich Blumenbach

Funde des Wollhaarmammuts wurden schon sehr früh im westlichen Eurasien entdeckt, häufig aber nicht als fossile Elefantenart erkannt. Die 1577 beim Kloster Reyden (Luzern) entdeckten Mammutknochen wurden vom damaligen Arzt F. Plater als Überbleibsel eines 19 Fuß großen Riesen gedeutet. Ebenso wurde das 1663 bei Seveckenberg bei Quedlinburg (Sachsen-Anhalt) im Beisein des Naturforschers Otto von Guericke (1602–1686) ausgegrabene Skelett eines Wollhaarmammuts als Rest des mythischen Unicornu fossile angesehen – ähnlich erging es auch den rund 33 Jahre später geborgenen ersten Funden eines Europäischen Waldelefanten bei Tonna (Thüringen) – und später auch als solches rekonstruiert. Im Jahr 1696 beschrieb dann Heinrich Wilhelm Ludolf (1655–1712) Reste eines in Sibirien vorkommenden Tieres, welches die einheimischen Jakuten und Tungusen als Mamantu bezeichneten und nach ihrer Meinung einem riesigen Maulwurf glich, der sterben müsste, sobald er das Sonnenlicht erblickt.
Die Herkunft des Begriffes Mamantu oder Maimanto ist nicht geklärt. Häufig wird ein Ursprung im nenzischen oder estnischen Sprachraum gesucht. In letzterer Sprache bedeutet maa „Erde“ und mutt „Maulwurf“. Allerdings wird auch gelegentlich eine Verbindung zum arabischen Wort Behemoth – einem gewaltigen Ungeheuer mit gekrümmten Hörnern und Stoßzähnen – gezogen und mit dem seit dem 9. Jahrhundert nachgewiesenen Handel von sibirischem Elfenbein durch Araber begründet. Auch wer den Namen letztendlich in Europa einführte, ist nicht hinreichend gesichert.
Erstmals wissenschaftlich beschrieben wurde das Wollhaarmammut 1799 vom Göttinger Naturforscher und Anatomen Johann Friedrich Blumenbach (1752–1840) als Elephas primigenius anhand von Funden bei Osterode am Harz. Im selben Jahr wurde der Kadaver des Adams-Mammut an der Lena entdeckt. Die von Roman Boltunow 1806 angefertigte Skizze dieses Fundes leitete später Henry Michail Adams nach Göttingen an Blumenbach weiter, der darin seine kürzlich beschriebene Elefantenart erkannte. Der Gattungsname Mammuthus stammt vom englischen Biologen Joshua Brookes (1761–1833), den er 1828 einführte.

## Stammesgeschichte

### Ursprung und Entwicklung

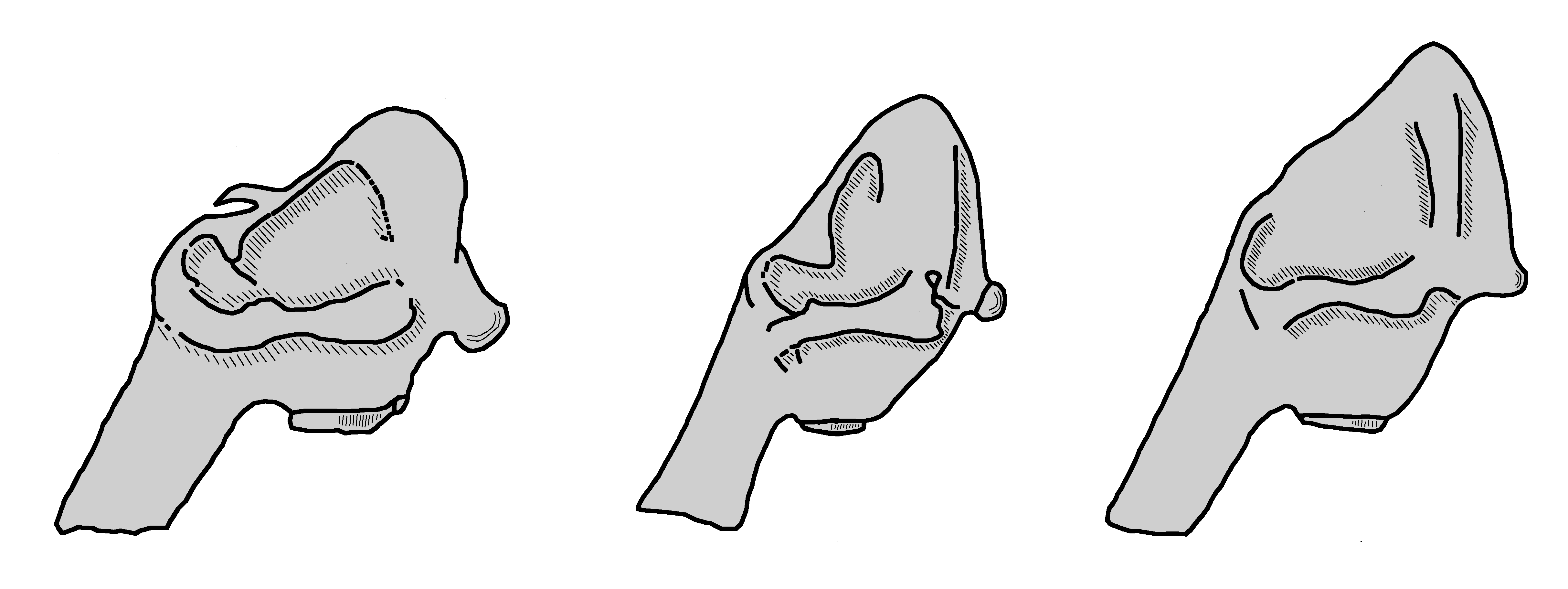
Schematische Darstellung der Änderung der Schädelmorphologie bei verschiedenen Mammutarten. Links: Südelefant (Mammuthus meridionalis), Mitte: Steppenmammut (Mammuthus trogontherii), rechts: Wollhaarmammut (Mammuthus primigenius).

Die Gattung Mammuthus stammt aus Afrika, wo sie als Mammuthus subplanifrons schon im frühen Pliozän und als Mammuthus africanavus auch im Pleistozän nachgewiesen ist. Aus Mammuthus subplanifrons entwickelte sich dann der Südelefant (Mammuthus meridionalis), welcher vor knapp drei Millionen Jahren auch als einer der ersten Vertreter der Elefanten eurasischen Boden betrat. Von diesem spaltete sich dann vor rund 1,5 Millionen Jahren das Steppenmammut ab. Mit den einzelnen evolutiven Stufen gingen skelettanatomische Veränderung einher, die unter anderem die Verlängerung des Hinterhauptes und damit die Ausbildung eines hohen Craniums, aber auch die allmähliche Krümmung der Stoßzähne und Änderung der Backenzahnstruktur umfassen. Letztere zeigen eine deutliche Zunahme der Schmelzlamellen bei gleichzeitiger Abnahme der Dicke des Zahnschmelzes. Hatte der Südelefant nur 13 bis 18 Schmelzlamellen mit einer durchschnittlichen Dicke von 2,0 bis 3,9 mm, so besaß sein phylogenetischer Nachfolger, das Steppenmammut, bereits zwischen 17 und 23 mit einer Dicke von 1,0 bis 3,5 mm. Die Zunahme der Schmelzfalten ist ein Anzeichen für eine stärkere Anpassung an offene Landschaftsverhältnisse und eine steigende Spezialisierung auf die daraus resultierende Grasnahrung.
Das Steppenmammut hatte sein größtes Ausdehnungsgebiet im späten Altpleistozän vor rund 800.000 Jahren erreicht und kam damals von Ostasien bis nach Westeuropa vor. Mit einer Schulterhöhe von bis zu 4,5 m und einem Gewicht von 10 t gehörte es zu den größten Vertretern der Elefanten überhaupt. Aus dem Steppenmammut entwickelte sich letztendlich das Wollhaarmammut mit seinen charakteristischen Eigenschaften. Der genaue Prozess ist aber noch nicht abschließend geklärt. Der Ausgangspunkt für die Entwicklung des Wollhaarmammuts liegt wahrscheinlich im östlichen Eurasien. In Nordostsibirien, im Olyor-Faunenkomplex, treten vor 800.000 bis 600.000 Jahren die ersten fortgeschrittenen Mammute auf, die sich durch eine höhere Lamellenzahl (22 bis 24) in den Backenzähnen und eine größere Zahnhöhe auszeichnen. Der Prozess ist dann vor 200.000 Jahren mit dem Auftreten des typischen Wollhaarmammuts abgeschlossen. Damit scheint diese Region eines der Zentren der Entstehung des Wollhaarmammuts zu sein.
Im westlichen Eurasien unterzieht sich das Steppenmammut in derselben Zeit einer deutlichen Reduktion der Körpergröße. Sind in Süßenborn (Thüringen) und Mosbach vor 500.000 bis 600.000 Jahren noch relativ große Individuen nachgewiesen, so besitzen sie im späten Mittelpleistozän vor 200.000 Jahren schon eine wesentlich geringere Körpergröße, wie Funde von Ilford (England) und Ehringsdorf (Thüringen) zeigen. Einhergehend ist damit auch eine leichte Zunahme der Lamellenanzahl zu verzeichnen, die aber noch nicht die typische hohe Anzahl wie bei dem späteren Wollhaarmammut erreicht und bei durchschnittlich 19 Lamellen liegt. Auch erreichen die Zahnkronen noch nicht die Werte des späteren Wollhaarmammuts.
Die dergestaltige morphologische Änderung des Steppenmammuts ließ viele Forscher im westlichen Eurasien vermuten, es handle sich hierbei um eine Misch- oder Übergangsform zum Wollhaarmammut. Verschiedentlich gab es Vorschläge, die einzelnen Formen auf Unterartenebene abzutrennen. So etwa wurde für die Mammutreste aus Steinheim, die rund 300.000 Jahre alt sind und rekonstruiert ein 3,7 m hohes Skelett ergeben, der Begriff Mammuthus primigenius fraasi eingeführt. Einige Forscher bezeichnen die älteren Funde des Steppenmammuts als Mammuthus trogontherii trogontherii und die jüngeren als Mammuthus trogontherii chosaricus, andere wiederum stellten den Artstatus des Steppenmammuts in Frage, was jedoch zumeist abgelehnt wird. Um die Zwischenstellung und den Übergangscharakter der Mammutfunde aus dem späten Mittelpleistozän besser anzuzeigen, favorisierte Adrian M. Lister in einer Publikation aus dem Jahr 2022 die Bezeichnung „Mammuthus-trogontherii-primigenius-Übergangspopulationen“ (Mammuthus trogontherii-primigenius transitional populations).
Allerdings trat bereits in der frühen Saale-Kaltzeit vor rund 250.000 Jahren erstmals das Wollhaarmammut in Europa auf und lebte gemeinsam mit dem Steppenmammut, wie zum Beispiel das Mammut von Pfännerhall aus dem Geiseltal. In der späten Saalekaltzeit vor rund 200.000 Jahren sind dann im westlichen Eurasien nur noch Mammutformen nachweisbar, die von den typischen weichselkaltzeitlichen nicht mehr zu trennen sind. Zu solchen spätsaalekaltzeitlichen Wollhaarmammutfunden gehören Balderton (England) und Zemst (Belgien). Im Laufe der Weichsel-Kaltzeit kommt es dann erneut zu einer Größenreduktion, die meist als weitere klimatische Anpassung verstanden wird. Einige Forscher gehen auch von einer fluktuierenden Körpergröße aus, die größere Individuen in warmklimatischen Phasen (Interstadiale) und kleinere in kühleren Phasen (Stadiale) umfassen, doch fehlt hier eine Korrelation mit absoluten Alterswerten. Da das Wollhaarmammut teilweise regional deutliche Populationsunterschiede zeigt, gibt es in der Literatur eine unübersichtlich große Anzahl an Unterarten.

### Aussterben

#### Zeitraum des Aussterbens
Das Aussterben des Wollhaarmammuts fällt in den Zeitraum der Quartären Aussterbewelle. Lange Zeit wurde angenommen, dass es in Eurasien bereits gegen Ende der letzten Kaltzeit vor rund 12.000 Jahren ausgestorben sei. Sein häufigstes Auftreten hatte das Wollhaarmammut allerdings vor dem letztglazialen Kältemaximum. Während des Kältemaximums verschwand es aus weiten Teilen des westlichen Eurasiens, um bei der darauf folgenden Wiedererwärmung (Bölling-Interstadial) zurückzukehren. Die Populationsdichte war aber jetzt wesentlich geringer, und es erreichte auch Südeuropa nicht mehr. Nach dem Ausklingen dieser Warmphase war es in West- und Zentraleuropa nur noch äußerst selten anzutreffen. Die jüngsten Daten stammen bisher aus Gough's Cave (England) und Les Coudrays (Frankreich) und liegen bei 14.600 beziehungsweise 14.700 (kalibrierten) Jahren vor heute (BP). Allerdings muss es noch rund 1000 Jahre später hier anzutreffen gewesen sein, da aus Gönnersdorf nicht nur Mammutreste, sondern auch zahlreiche Abbildungen dieser Tierart vorliegen. In Nordeuropa hat sich das Wollhaarmammut noch bis in die letzte Abkühlungsphase (Jüngere Dryas) am Ende der Weichsel-Kaltzeit gehalten, während es in Osteuropa offensichtlich noch bis in den Beginn des Holozäns überlebte. Junge Funde stammen hier aus Puurmani (Estland) mit circa 10.100 bis 10.200 BP und Tscherepowez in Nordrussland mit etwa 9800 BP.
In Westsibirien trat die Art ebenfalls noch im Allerød-Interstadial auf, verschwand dann aber auch während der Jüngeren Dryas. Das jüngste Datum stammt aber von Funden aus dem Juribei und ist mit 11.700 Jahren vor heute in den Übergang vom Pleistozän zum Holozän zu stellen. In Ostsibirien war das Wollhaarmammut möglicherweise bereits vor rund 12.900 Jahren nicht mehr anwesend. Weiter ins Holozän hineinreichend lässt sich eine Population von der Taimyr-Halbinsel nachweisen. Dort liegen die jüngsten Daten von Funden von der Unteren Taimyra bei etwa 9600 Jahren vor heute. Demnach überlebte das Wollhaarmammut auf dem zentralen Sibirischen Festland deutlich länger. Dies korreliert mit der Ablösung der trockenen Mammutsteppe durch die feuchteren Tundren- und Waldlandschaften, die von Westen und Osten kommend den Lebensraum der Art zunehmend einschränkten. Die Mammutsteppe hielt sich auf der Taimyr-Halbinsel noch am längsten.
Die letzten Angehörigen der Art lebten auf der Wrangelinsel. Der Großteil der an Mammutknochen gewonnenen Radiocarbondaten deckt einen Zeitraum von 8980 bis 3685 Jahren BP ab. Die ältere Zeitangabe stimmt in etwa mit der Isolation der Insel vom Festland überein, sie lässt annehmen, dass die Insel von den letzten überlebenden Festlandspopulationen auf der Taimyr-Halbinsel besiedelt wurde. Die jüngsten Daten entsprechen chronologisch etwa der Zeit der ägyptischen Pharaonen oder der mitteleuropäischen Bronzezeit. Aus dieser Zeit stammen auch die ältesten Hinterlassenschaften von Menschen auf dieser Insel, was zur Vermutung führte, der Mensch habe die Tiere durch starke Bejagung ausgerottet. Genetische Untersuchungen aus den Jahren 2015 und 2020 zeigten, dass die Mammutpopulation auf der Wrangelinsel, die möglicherweise aufgrund der Größe der Insel aus nicht mehr als 300 bis 500, maximal 800 Individuen bestand, vor allem in der Endphase zahlreiche funktionsverändernde Mutationen aufwies, hervorgerufen durch Inzucht. Dies schließt unter anderem eine verminderte Fruchtbarkeit der Bullen, eine erhöhte Krankheitsanfälligkeit und Entwicklungsstörungen ein. Auch litten die Tiere offensichtlich unter einem zurückgebildeten Geruchssinn, was beispielsweise die Wahrnehmung bestimmter Pflanzendüfte verhinderte. Dieser war aber für die Nahrungssuche essentiell. Mit rund 3900 Jahren vor heute vergleichbar alt wie die jüngsten Fossilreste der Wrangelinsel sind genetische Hinweise auf das Wollhaarmammut, die mittels Umwelt-DNA im zentral-nördlichen Sibirien auf der Taimyr-Halbinsel gewonnen wurden.
Auf dem nordamerikanischen Kontinent sind die jüngsten Fossilreste des Wollhaarmammut etwa 13.700 bis 13.100 Jahre alt. Allerdings hielt sich die Art möglicherweise bis in das Holozän hinein. So sprachen erste Ergebnisse an Umwelt-DNA für ein Fortbestehen im Gebiet des Yukon bis vor rund 10.700 Jahren. Nach vergleichbaren Untersuchungen aus dem Jahr 2022 könnten hier Reliktpopulationen eventuell noch vor rund 5700 Jahren existiert haben. Auf der Sankt-Paul-Insel, die zu den Pribilof-Inseln gehört und vor 13.000 Jahren von Alaska durch das steigende Meerwasser getrennt wurde, entdeckte man Fossilfunde einer Population, die ebenfalls bis in das Mittlere Holozän überlebte. Es handelt sich um relativ kleine Wollhaarmammute, deren geringe Körpergröße jedoch nicht als eine vollständige Inselverzwergung angesehen wird. Die jüngsten absoluten Daten aus der Qagnax-Höhle von Sankt Paul liegen bei 5725 BP (14C-Jahre).

#### Theorien zum Aussterben
- Die Ausrottungshypothese, in ihrer extremen Form auch als Overkill-Hypothese oder Blitzkrieg-Hypothese bekannt, macht in erster Linie den Menschen für den Schwund der pleistozänen Megafauna verantwortlich. Das Wollhaarmammut war eines der Jagdtiere der Menschen im Jungpleistozän. Dies ist durch zahlreiche Höhlenmalereien und eine Vielzahl von Mammutknochen-Anhäufungen in archäologischen Fundstellen des Aurignacien, Gravettien und Epigravettien dokumentiert. Ob eine übermäßige Bejagung („Overkill-Hypothese“) das Aussterben der Tiere verursacht hat oder rasche Klimaveränderungen zum Ende der Eiszeit (Erwärmung im Allerød-Interstadial), ist bis heute umstritten. Da das Mammut und andere eiszeitliche Säuger schon vorher viele heftige Klimaschwankungen überlebt hatten, ist ein menschlicher Einfluss auf das vollständige Verschwinden plausibel. Eine Studie von C. Johnson deutet darauf hin, dass das Aussterben des Wollhaarmammuts und anderer pleistozäner Arten mit einer rapiden Abnahme der Fruchtbarkeit einherging.[96] Diesen Analysen zufolge seien nicht die größten Arten des Pleistozäns ausgestorben, sondern jene mit den geringsten Reproduktionsraten. Folglich sei die Blitzkrieg-Hypothese als besonders schnelle Aussterbewelle durch gezielte Bejagung der größten Arten zurückzuweisen. Eine Ausrottung der Megafauna einschließlich des Wollhaarmammuts durch wachsende Jäger-und-Sammler-Populationen ist aber mit den Ergebnissen der Analyse im Einklang.

- Die Klimahypothese ist neben der Ausrottungshypothese die am häufigsten angeführte Erklärungsmöglichkeit zum Aussterben der Großtierfauna am Ende des Pleistozäns. Das schrittweise Verschwinden des Wollhaarmammuts fällt teilweise mit der Erwärmung des Klimas am Ende des Pleistozäns zusammen. Als problematisch an dieser Hypothese wird dabei angesehen, dass es während des gesamten Pleistozäns zahlreiche teilweise deutlich stärkere Klimaschwankungen gab, die nicht zu Massenaussterben führten.[97] Eine Studie aus dem Jahr 2021 favorisiert trotz dieser Bedenken die Klimahypothese. Sie kommt nach Untersuchungen von sogenannter Umwelt-DNA, also genetischen Spuren von Pflanzen und Tieren im Erdboden, zu dem Schluss, dass vor allem der Rückgang der nährstoffreichen Mammutsteppe am Ende der letzten Kaltzeit verbunden mit dem zunehmend wärmeren und feuchteren Klima ursächlich verantwortlich war für das Aussterben des Wollhaarmammuts. Der Einfluss des Menschen auf die schwindenden Mammutpopulationen wird dagegen als gering eingestuft. Für die umfassende Analyse standen mehr als 530 Bodenproben aus fast dem gesamten circumpolaren Gebiet zur Verfügung. Das Alter der Proben reicht bis zu 50.000 Jahre zurück.[73]

- Als Variante der Klimahypothese postuliert die sogenannte Impakt-Hypothese als Ursache für die Klimaschwankungen den angeblichen Einschlag (Impakt) eines oder mehrerer großer astronomischer Objekte geringer Dichte vor etwa 12.900 Jahren (± 100 Jahre) im nördlichen Nordamerika. Der Einschlag sei die Ursache für die unvermittelt einsetzende starke Abkühlung der Jüngeren Dryas gewesen, diese wiederum die Ursache für das Aussterben der pleistozänen Megafauna in Nordamerika (einschließlich des Wollhaarmammuts) sowie der Untergang der prähistorischen Clovis-Kultur der Paläoindianer gewesen. Die Hypothese wurde im Jahr 2007 durch Richard B. Firestone und Kollegen publiziert.[98] Eine 2008 veröffentlichte Untersuchung der demographischen Entwicklung der Paläoindianer für den fraglichen Zeitraum ergab jedoch keinen Hinweis auf den in der Hypothese genannten Bevölkerungsrückgang.[99] Auch konnten die angeblichen Anzeichen des Einschlags von einer unabhängigen Forschergruppe nicht bestätigt werden.[100]

Eine jüngere Studie kam zu dem Ergebnis, dass eine Kombination beider Faktoren, Klima und Mensch, am wahrscheinlichsten für das Aussterben des Wollhaarmammuts ist. Die klimatischen Veränderungen zwischen dem späten Pleistozän und dem frühen Holozän führten demnach dazu, dass das Wollhaarmammut große Teile seines Verbreitungsgebietes einbüßte. So war es zuletzt auf die arktischen Gebiete Sibiriens beschränkt. Dies ging mit einem starken Populationsrückgang einher, der die Art anfällig für menschliche Bejagung machte. Dies führte schließlich offenbar zum endgültigen Aussterben der Art.

## Wiedererschaffung des Wollhaarmammuts
Seit Längerem bestehen Überlegungen ein Wollhaarmammut mithilfe gentechnischer Methoden zu erschaffen. Konkrete Vorhaben, das Wollhaarmammut mit Hilfe gefrorener Zellen zu klonen, scheiterten bisher an der starken Fragmentierung der DNA. Anfang 2011 gab der emeritierte Professor Akira Iritani (Universität von Kyoto) bekannt, einen weiteren Versuch zu starten, um aus den Resten von eingefrorenen Mammuten intaktes Erbgut zu gewinnen. Dabei wollte das Team sich einer Technik bedienen, die den Forscher Teruhiko Wakayama befähigte, eine 16 Jahre lang eingefrorene Maus zu klonen. Ein weiterer möglicher Ansatz besteht darin, die Chromosomen des Wollhaarmammuts anhand von Sequenzdaten künstlich zu erschaffen, sie in einen Zellkern zu verpacken und schließlich in eine Elefanten-Eizelle einzuschleusen. Diese Eizelle könnte dann einer Elefantenkuh eingepflanzt werden, die dann im Erfolgsfall ein Mammut austrüge. Die dazu nötigen Methoden sind derzeit allerdings noch nicht weit genug fortgeschritten, um auf diesem Weg ein Mammut erschaffen zu können. So ist man bisher nicht in der Lage, ganze Chromosomen künstlich nachzubauen. Eine weitere Möglichkeit, das Wollhaarmammut zu erschaffen, bestünde darin, das Erbgut des Elefanten durch Gene-Targeting schrittweise zu verändern, um dem Mammut bei jedem Schritt ein Stück näher zu kommen. Diese Technik ist derzeit bereits bei anderen Tieren etabliert, aber im Falle des Elefanten noch nicht erprobt. Bei der dabei notwendigen Implantierung von Eizellen oder Embryonen birgt insbesondere die natürliche Anatomie des Elefanten erhebliche Hindernisse. Auch würde die sehr lange Generationszeit von Elefanten diesen Ansatz zu einem echten Langzeitprojekt auswachsen lassen. Mittelfristig könnte auf diese Weise zumindest ein Tier entstehen, das dem Wollhaarmammut sehr ähnlich ist und möglicherweise sogar dessen ökologische Rolle übernehmen könnte. Langfristig wäre es theoretisch auch auf diesem Weg möglich, ein Tier zu generieren, das dem Wollhaarmammut genetisch nahezu vollständig entspricht.
Im Jahr 2019 gelang es erstmals einem Forscherteam um Kazuo Yamagata zellkernartige Strukturen aus dem Knochenmark und dem Muskelfleisch der Eismumie des 2009 entdeckten Yuka-Mammuts zu extrahieren und in die Eizellen von Mäusen zu implantieren. Die Mammut-Zellkerne begannen Proteine aus den Mauszellen zu übernehmen und weitere kernartige Strukturen herauszubilden. Allerdings kam es nicht zu einer Zellteilung, da die Mammut-Zellkerne offensichtlich zu stark beschädigt waren. Die Wissenschaftler der Studie betonen, dass es mit der derzeitigen Nukleotid-Technologie nicht möglich sei, ein Mammut zu klonen, sie sehen ihre Ergebnisse aber als wichtigen Schritt in diese Richtung an.

## Wollhaarmammut und Mensch

### Das Wollhaarmammut als Nahrungs- und Rohstofflieferant
Wie bei vielen pleistozänen Großsäugetieren ist eine aktive Bejagung durch den frühen Menschen schwer nachweisbar, da die meist aus organischem Material bestehenden Jagdwaffen äußerst selten aufgefunden werden. Prinzipiell ließen sich alle Überreste eines Wollhaarmammuts verwerten, so natürlich Fleisch, Fett und Knochenmark als Nahrung, Knochen und Elfenbein als Rohmaterial für Geräte, Werkzeuge und Schmuck, das Fell als Kleidung oder Bedeckung für Wohnbauten wie Zelte, und Sehnen für Fäden und Schnüre. Im November 2012 ist das fast vollständige Skelett eines Wollhaarmammuts in Changis-sur-Marne, Département Seine-et-Marne ausgegraben worden. Offenbar wurden dabei auch Feuersteinsplitter entdeckt. Ob das Tier gejagt wurde oder Verwendung fand, nachdem es möglicherweise im Schlamm versunken war, wird noch erforscht.
Frühe Zusammenfunde von menschlichen Hinterlassenschaften mit Resten des Wollhaarmammuts stammen aus dem Mittelpaläolithikum (vor 300.000 bis 40.000 Jahren) der ersten Hälfte der Weichsel-Kaltzeit. An der rund 60.000 Jahre alten Fundstelle Salzgitter-Lebenstedt (Niedersachsen) sind neben anderen Tierresten Knochen und Zähne von mindestens 16 Mammutindividuen zusammen mit rund 1000 Feuersteinartefakten nachgewiesen. Ob das Wollhaarmammut aber von den damaligen Neandertalern auch erlegt wurde, ist nicht bekannt. Da am Fundplatz das Ren mit etwa 80 Individuen dominiert, handelt es sich wohl eher um eine Gruppe spezialisierter Rentierjäger. Auch in der rund 90.000 Jahre alten Fundschicht A von Königsaue (Sachsen-Anhalt) im Nordharzvorland wurden Reste von mindestens vier jüngeren Mammutindividuen gefunden, die mit Geräten des Micoquien vergesellschaftet sind. Eine mögliche direkte Verwertung eines Wollhaarmammuts vor Ort oder gar eine aktive Bejagung könnte der Befund von Asolo (Italien) darstellen, der mehr als 50 Knochenreste eines erwachsenen weiblichen Mammuts in direkter Verbindung mit fünf Feuersteinartefakten, darunter zwei Levalloisspitzen, umfasst. Auch in Sibirien sind mehrere Fundstellen aus dem Mittelpaläolithikum bekannt, an denen Mammutknochen mit menschlichen Hinterlassenschaften assoziiert sind, so im nördlichen Teil allein acht und im südlichen Teil am Oberlauf des Jenissei wenigstens zwei. Die Nutzung von Mammutknochen als Rohmaterial zeigt der bekannte beinerne, rund 15 cm lange Faustkeil von Rhede (Nordrhein-Westfalen) oder einzelne bearbeitete Knochen aus der Kůlna-Höhle in Mähren. Ein unikater Fund stammt aus Tata (Ungarn), wo eine Lamelle eines unteren Mammutmolars von Neandertalern vollständig poliert, die Kanten gerundet und die Oberflächen mit Ocker bedeckt wurden. Da dieses Objekt zwar überarbeitet, aber nicht benutzbar war, gehört es zu den seltenen Funden von non-utilitarian objects (nicht benutzten Objekten), die schon beim Neandertaler ein mögliches frühes Aufkeimen von künstlerischem Ausdruck aufzeigen.
Im darauf folgenden Jungpaläolithikum (vor 40.000 bis 11.600 Jahren), dessen Träger der anatomisch moderne Mensch war, war das Wollhaarmammut ebenfalls eine wichtige Rohmaterialressource. Aber auch hier gibt es trotz des riesigen Verbreitungsgebietes nur ganz wenige Hinweise auf eine aktive Jagd auf dieses Großsäugetier. Aus den aurignacienzeitlichen Fundschichten der Vogelherdhöhle (Baden-Württemberg) sind mehr als 3500 Reste von wenigstens 28 Mammutindividuen bekannt. Dabei wurde sicher nicht nur das Fleisch verzehrt, sondern auch Knochen und Elfenbein verarbeitet, wie Funde von Elfenbeinstäben zeigen, die – ausgehend von der natürlichen Krümmung der Stoßzähne – gerade gebogen wurden. Ein ähnlicher, etwa zeitgleicher Befund stammt aus der Istállóskö-Höhle im Bükk-Gebirge (Ungarn). Während des nachfolgenden Gravettien stieg die Nutzung des Wollhaarmammuts als Ressource im südlichen und südöstlichen Mitteleuropa (hier auch Pavlovien genannt) deutlich an. An der Station Krems-Wachtberg in Niederösterreich ist die Tierart die dominante Spezies. Vor allem an Wirbeln und Rippen zeigen sich deutliche Schnittspuren, die offensichtlich bei der Entfernung des Fleisches entstanden. Einzelne Rippen sind auch zu Geräten weiterverarbeitet worden. Hervorzuheben sind die Anhäufungen von Wollhaarmammutknochen an der ebenfalls dem Gravettien angehörenden Fundstelle Dolní Věstonice (Mähren), wo auf einer Fläche von etwa 12 mal 45 m über 6300 Knochen- und Zahnreste von mehr als 156 Mammutindividuen gefunden wurden. Ähnliche Befunde gibt es auch von Predmosti und Milovice (beide ebenfalls Mähren).
Besonders bedeutend war die Nutzung der Knochen und Stoßzähne des Wollhaarmammuts im östlichen Europa. Allein in Mesyn wurden Reste von mehr als 100 Mammuten gefunden, während es in Meschyritsch (ebenfalls Ukraine) 110 waren. Beide Fundstellen gehören dem osteuropäischen Epigravettien (entspricht dem Magdalénien Mitteleuropas) an und datieren um 15.000 BP. Spektakulär sind die Mammutknochenhäuser von beiden Fundstellen, aber auch von Dobranichevka und Kiev, Kirillovskaja Ulica (alle Ukraine). Allein in Mezin sind fünf Hüttenreste überliefert; der am besten erhaltene Rest hatte einen Durchmesser von 5 m. An seiner Peripherie befanden sich 14 Schädel des Rüsseltiers nebst Lang- und Beckenknochen, während im Innern vor allem Schulterblätter und Unterkiefer lagen. Diese bildeten offensichtlich die Wandung der Rundhütte, welche später einstürzte. In einen ähnlichen zeitlichen Kontext gehören mehrere Exemplare des Wollhaarmammuts von einer Fundstelle im Umkreis des Dorfes Judinowo im Rajon Pogar in der Osteuropäischen Ebene, die zwischen den 1940er und 1990er Jahren ausgegraben wurde. In einer Analyse der Mammutknochen aus dem Jahr 2008 ergaben sich vor allem taphonomische Indizien für eine menschliche Nutzung der Kadaver.
Auch in weiter östlich gelegenen Bereichen Eurasiens hatte das Wollhaarmammut als Rohstofflieferant Bedeutung, wenn auch nicht so markant wie in Osteuropa. So kommen im nördlichen Sibirien wenigstens an zehn Fundstellen Wollhaarmammut und Mensch gemeinsam vor. Im Norden der arktischen Kotelny-Insel wurden 2019 drei zum Teil vollständige Skelette entdeckt, darunter das Goldene Mammut und das Pavlov-Mammut. Am Pavlov-Mammut fanden sich bei einer Analyse 2020 Hinweise, dass dieses vom Menschen geschlachtet, möglicherweise zuvor auch gejagt wurde.
Nach dem letztkaltzeitlichen maximalen Eisvorstoß vor 20.000 bis 16.000 Jahren und im darauffolgenden Magdalénien tritt das Wollhaarmammut in West- und Mitteleuropa nur noch selten in Erscheinung. So sind zum Beispiel an dem bedeutenden Lagerplatz von Gönnersdorf (Rheinland-Pfalz) Reste eines einzigen Individuums überliefert. Auch im östlichen Eurasien, wo das Wollhaarmammut zu jener Zeit noch häufiger vorkam, ging die Bedeutung als Rohstoffquelle allmählich zurück. So sind Mammutreste in der Spätphase der Weichselkaltzeit in der Jenissei-Region nur an jeder dritten archäologischen Fundstation vertreten, während es in der vorhergehenden Zeit noch an fast zwei Drittel aller menschlichen Siedlungsplätze nachweisbar ist. Aus anderen Regionen Sibiriens sind relativ wenige Funde bekannt. Bedeutend ist hier ein Siedlungsplatz menschlicher Jäger-Sammler-Gruppen am Ufer des Bjorjoljochs, nur etwa 100 m von dem berühmten und zeitgleichen Mammutfriedhof entfernt, was annehmen lässt, dass die Mitglieder dieser Gruppen diesen Friedhof als Rohstoffquelle nutzten.

### Das Wollhaarmammut in der jungpaläolithischen Kunst

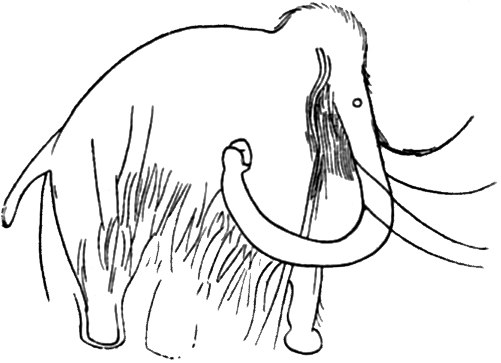
Mammutdarstellung aus der Höhle von Les Combarelles (Frankreich)

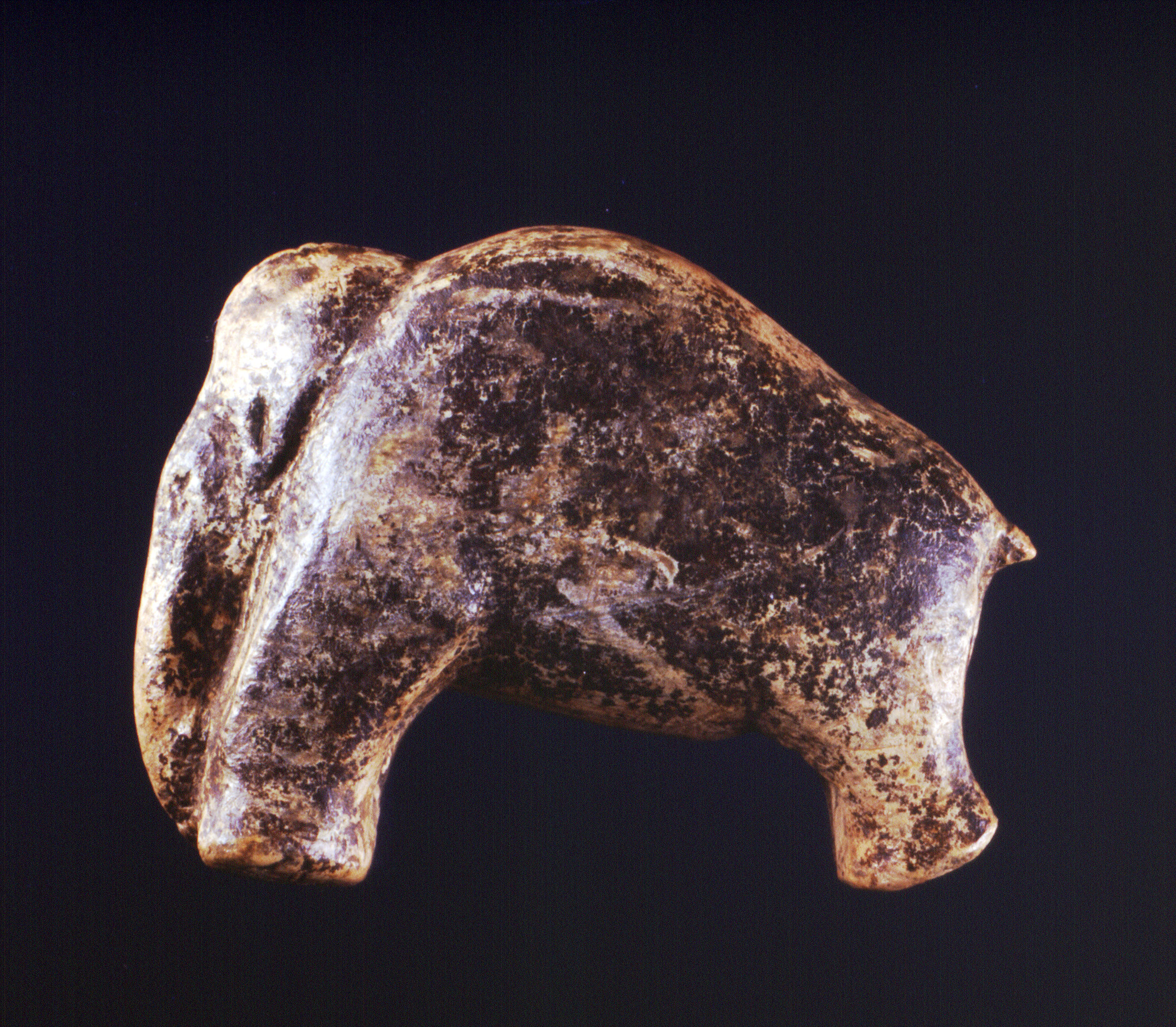
Vollplastische Mammutdarstellung aus der Vogelherdhöhle (bei Niederstotzingen, Schwäbische Alb), ca. 40 000 Jahre alt (Aurignacien), Mammutelfenbein, UNESCO-Welterbe „Höhlen und Eiszeitkunst im Schwäbischen Jura“, Museum der Universität Tübingen MUT

Dass das Wollhaarmammut eines der beeindruckendsten Tiere der Mammutsteppe darstellte, zeigen die Höhlenmalereien und Kleinkunst des Jungpaläolithikums (ab etwa 37.000 Jahren vor heute). Die ältesten Mammut-Darstellungen der Frankokantabrischen Höhlenkunst aus der Grotte Chauvet (Frankreich) werden dem Aurignacien zugewiesen. Mindestens 34 Abbildungen, abwechselnd in roten oder schwarzen Pigmenten gehalten oder in den Fels eingraviert, sind überliefert und stellen die dritthäufigste Tierart nach dem Wollnashorn und dem Höhlenlöwen dar. Charakteristisch ist die fast hufeisenförmig gestaltete Linie, die den Bauch und die Beininnenseiten wiedergibt. Besonders häufig ist das Wollhaarmammut aber in der südfranzösischen Höhle von Rouffignac dargestellt, deren Abbildungen der Kulturstufe des Magdalénien angehören und wo es mindestens 150 Zeichnungen dieses Rüsseltiers gibt. Die Wollhaarmammute sind teilweise sehr realistisch wiedergegeben, mit hohen Schädelbuckeln, schräg abfallender Rückenlinie und stark gekrümmten Stoßzähnen. Für die Anerkennung der Authentizität der Höhlenkunst von Rouffignac bedeutend war vor allem die Tatsache, dass die Darstellung der Afterklappe als anatomisches Detail erst nach der Entdeckung der Zeichnungen auch in der Paläozoologie wiederentdeckt wurde. Bezüglich anatomischer Details hervorzuheben sind der als Patriarch bezeichnete Bulle mit markanten Stoßzähnen sowie zwei Mammute, die sich Stirn an Stirn gegenüberstehen und einen Ritualkampf oder eine Begrüßungszeremonie zu zelebrieren scheinen. Weitere häufige Darstellungen des Wollhaarmammuts finden sich in Font-de-Gaume und Pech Merle mit je 23 beziehungsweise in Les Combarelles mit 14 Abbildungen, weswegen diese auch als „Mammutheiligtümer“ bezeichnet werden. Insgesamt umfasst das Wollhaarmammut dabei sechs bis sieben Prozent aller Tier- und Menschendarstellungen in den Höhlen Frankokantabriens. Außerhalb dieses Kulturkreises sind vor allem die roten Darstellungen der Tierart aus der Höhle von Kapova im Ural bekannt.
Die Kleinkunst des Jungpaläolithikums gibt das Wollhaarmammut unter anderem als Voll- und Halbplastiken wieder. Zu den bekanntesten gehören jene aus der aurignacienzeitlichen Besiedlungsphase der Vogelherdhöhle und dem Geißenklösterle (beide Baden-Württemberg); sie zählen zu den ältesten Kunstwerken der Menschheit. Bei archäologischen Ausgrabungen in der Vogelherdhöhle (Schwäbische Alb) 1931 sowie in deren Abraum vor der Höhle ab 2006 wurden insgesamt fünf Mammutskulpturen – teilweise fragmentiert – entdeckt. Bedeutend ist eine Reliefdarstellung eines Mammuts auf einem Knochenfragment aus der Vogelherdhöhle. Die knapp handtellergroßen Figuren aus Mammutelfenbein und Knochen sind Teil des UNESCO-Welterbes „Höhlen und Eiszeitkunst im Schwäbischen Jura“. Eine etwas jüngere Darstellung stammt aus Sungir (Russland). Aus dem folgenden Gravettien sind die Mammutfiguren aus Pavlov und Dolní Věstonice (beide Tschechien) hervorzuheben, die aus gebranntem Ton bestehen und zu den ältesten Keramikfunden der Welt gehören. Eher funktional waren Speerschleudern in Form von Mammutdarstellungen, wie sie aus Bruniquel oder Canecaude (beide Frankreich) überliefert sind und dem Magdalénien angehören.

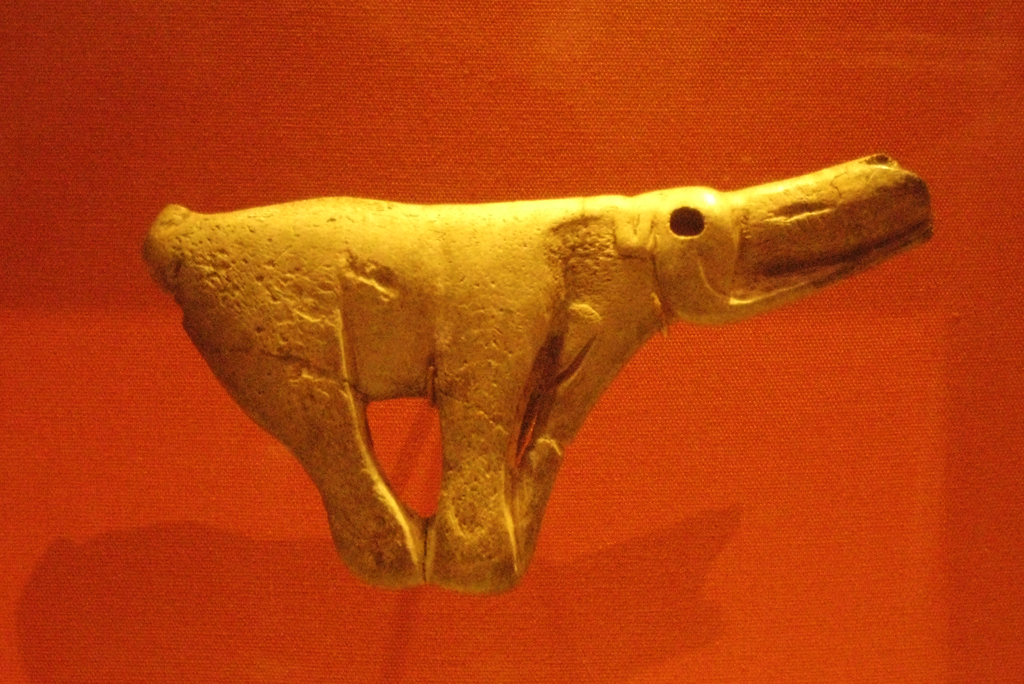
Speerschleuder von Bruniquel (Frankreich) aus dem Magdalénien

Darüber hinaus herausragend sind die mehr als 60 Darstellungen des Rüsseltiers aus der magdalenienzeitlichen Siedlung von Gönnersdorf, die in Schieferplatten eingeritzt sind. Hier können zwei unterschiedliche Gruppen herausgestellt werden: Tiere mit einem Sattel hinter dem Schädelbuckel und abfallender Rückenlinie und solche mit konvexem Rückenverlauf, deren höchster Punkt etwa in der Mitte liegt. Während erstere als ausgewachsene Tiere gedeutet werden, sollen zweitere Jungtiere darstellen. Auch von der „Teufelsbrücke“ bei Saalfeld (Thüringen) stammt ein Tonschiefergeröll mit einer allerdings nur den Kopf und Rüssel zeigenden Mammutdarstellung. Weitere Abbildungen dieses Rüsseltiers wurden in La Madeleine (Frankreich), einer Fundstelle, die zur Definition des Magdaléniens beitrug, gefunden. Das hier mit erhobenem Schwanz erregt erscheinende Tier ist mit zahlreichen Details, wie dem charakteristischen Pony oder der Kehlbehaarung, ausgeführt. Auch aus Malta nahe dem Baikalsee (Russland) sind Darstellungen auf Knochenplättchen bekannt.
Ursprünglich waren aus Nordamerika keine Darstellungen des Mammuts bekannt. Im Jahr 2010 wurde von einem solchen Fund aber berichtet, der ein deutlich wiedergegebenes Rüsseltier mit hohem Kopfbuckel, abfallender Rückenlinie und gedrehten Stoßzähnen zeigt. Die nur 7,5 cm lange Darstellung ist in den Langknochen eines großen Säugetiers (Mammut, Mastoden oder Riesenfaultier) eingeritzt und ist etwa 13.000 Jahre alt. Da der Fund aus Florida (Hauptkanal von Vero Beach) stammt, wo das Wollhaarmammut selbst nicht nachgewiesen ist, handelt es sich offensichtlich um die Abbildung eines Präriemammuts, das hier vorgekommen ist.

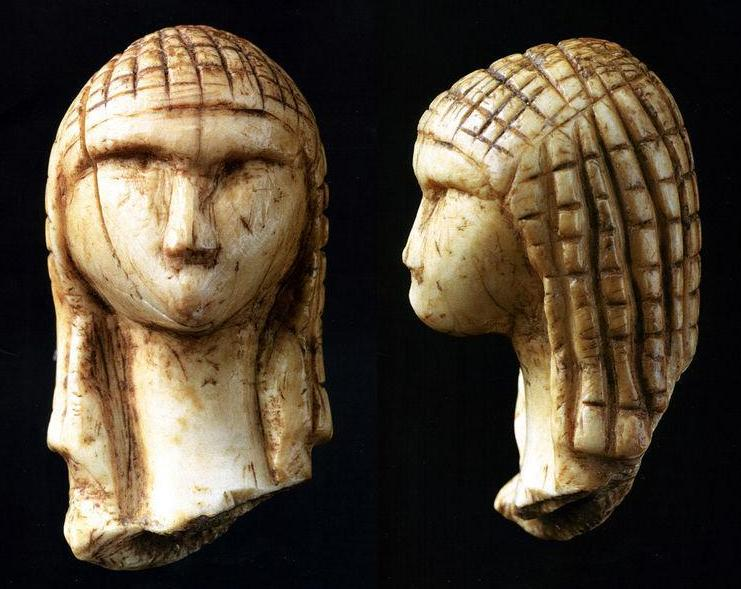
Die Dame von Brassempouy (Frankreich) aus dem Gravettien

Des Weiteren dienten Knochen und Stoßzähne auch als Rohmaterial für die jungpaläolithische Kunst, und einige der bedeutendsten Kunsterzeugnisse jener Zeit sind aus diesen organischen Materialien hergestellt. So bestehen einige der bereits erwähnten Mammut-Figuralplastiken aus Elfenbein, wie jene aus der Vogelherdhöhle, aber auch andere Tierfiguren, unter anderem von einem Pferd, einer großen Raubkatze, einem Bären oder einem Wisent aus derselben Höhle. Zu den herausragenden Kunstobjekten zählen auch der aurignacienzeitliche Löwenmensch aus dem Hohlenstein-Stadel, die Venus vom Hohlefels oder die Adorantenfigur aus dem Geißenklösterle (alle Baden-Württemberg), ebenso wie die Kopfdarstellungen der Dame von Brassempouy (Frankreich) und ein ähnlich geartetes Figürchen aus Dolní Věstonice. Weiterhin sind bemalte Knochen aus Mezin (Ukraine) oder solche mit komplexen Ritzverzierungen in Stoßzähnen aus Předmostí (Tschechien) überliefert.
Auch Musikinstrumente wurden teilweise aus Elfenbein hergestellt, wie die Funde von Flötenfragmenten aus der Vogelherdhöhle, Geißenklösterle und dem Hohlen Fels, alle im Tal der Ach bei Blaubeuren gelegen, beweisen. Schlussendlich fanden Schmuck- und Kunstgegenstände auch Verwendung im jungpaläolithischen Bestattungsritus. Herausragend sind hier der Grabfund eines Mannes und die Doppelbestattung zweier Kinder aus der früh- bis mitteljungpaläolithischen Station Sungir. Neben durchbohrten Elfenbeinscheiben wurden vor allem bei dem Männergrab über 3500 Elfenbeinperlen verteilt über den Körper des Toten gefunden, die es ermöglichten, die Bekleidung genau zu rekonstruieren, während den beiden Jugendlichen je eine rund 2,4 m lange Elfenbeinlanze beigegeben wurde. Daneben wurden auch vollständige Knochen vom Wollhaarmammut in den Gräbern beigelegt. Im Gravettien dienten so unter anderem Schulterblätter zur Abdeckung der Bestattungen. Beispiele hierfür sind die Gräber von Dolni Vestonice, Pavlov oder Předmostí, aber auch das erst vor wenigen Jahren entdeckte Kinder-Doppelgrab von Krems-Wachtberg.

### Kulturgeschichte
Als ausgestorbenes Tier hatte das Wollhaarmammut schon früh in der menschlichen Geschichte der Nach-Eiszeit eine hohe Bedeutung. Die einheimischen Völker Sibiriens und des nördlichen Nordamerikas nutzten vornehmlich Mammutelfenbein für Schnitzereien. Seit dem 9. Jahrhundert ist der Handel mit fossilem Elfenbein aus Jakutien durch Araber belegt, später wurde er durch das Russische Kaiserreich fortgesetzt. Von 1800 bis 1914 sind Schätzungen zufolge zwischen 20 und 32 t Elfenbein jährlich gehandelt worden, was etwa einer Anzahl von 25.000 bis 46.000 Mammutindividuen insgesamt entspricht. Seit 1989 der Handel mit Elfenbein lebender Elefanten untersagt wurde, hat fossiles Elfenbein auch heute wieder eine erhebliche Bedeutung, etwa für die Elfenbeinschnitzerei. In China wurden fossile Mammutstoßzähne als Zähne von „Eisratten“ angesehen und ähnlich den als Drachenknochen eingeschätzten pleistozänen Tierresten zu Pulver zermahlen und als Arznei verkauft. In Europa galten sie bis in die Neuzeit teilweise als Überreste des Einhorns und hatten ebenfalls zu Pulver zerkleinert als Heilmittel Bedeutung.
Doch auch nach seiner wissenschaftlichen Beschreibung ist das Mammut in die menschliche Kultur eingegangen. Der Begriff Mammut steht heute für etwas Großes oder kaum zu Bewältigendes (so etwa die „Mammutaufgabe“). Es fand außerdem Einzug in die Heraldik und ist in den Wappen von Srednekolymsk (Republik Sacha, Russland) oder aber von Seedorf (Niedersachsen) vertreten. Darüber hinaus ist es ein beliebtes Element in der modernen Popkultur und tritt in Filmen (unter anderem Am Anfang war das Feuer von Jean-Jacques Annaud, Ice Age und Fortsetzungen) und Romanen (so im Zyklus Kinder der Erde von Jean M. Auel) auf. Auch die Adventure-Reihe Syberia greift, v. a. im zweiten Teil, die Mammute als Leitmotiv auf.